# Chèvre
Capra hircus
Cet article concerne la femelle de l'espèce Capra aegagrus hircus et par extension l'espèce domestique dans son ensemble. Pour le mâle, voir Bouc. Pour les autres significations, voir Chèvre (homonymie).
«  Bique » redirige ici. Pour les articles homophones, voir Bic et Bick.
«  Cabri » et « Chevreau » redirigent ici. Pour les autres significations, voir Chevreau (homonymie), Cabri (homonymie) et Chevreaux.
 (octobre 2012).
Si vous disposez d'ouvrages ou d'articles de référence ou si vous connaissez des sites web de qualité traitant du thème abordé ici, merci de compléter l'article en donnant les références utiles à sa vérifiabilité et en les liant à la section « Notes et références ».
Espèce
La chèvre domestique (Capra hircus Linnaeus, 1758 ou Capra aegagrus hircus) est une espèce de mammifères herbivore ruminant, appartenant à la famille des bovidés, sous-famille des caprins. La plupart du temps, les chèvres sont domestiquées, mais on les trouve aussi à l'état sauvage dans quelques contrées du Caucase, d'Iran, d'Afghanistan ou d'Irak. Leur domestication est ancienne (au moins VIIIe millénaire av. J.-C.). On les élève pour leur lait, leur cuir, leur poil et leur viande.

## Étymologie et évolution de l'appellation
Les termes « chèvre », Capra et « caprin » dérivent du latin capra (chèvre) et caprinus (adj. relatif à la chèvre, caprin). L'épithète spécifique dérive du latin hircus, nom désignant le bouc. Le mot « bouc » proviendrait du gaulois bucco auquel pourraient aussi être rattachés les mots de langues régionales désignant la chèvre : bique et bezie (poitevin).
Les caprins domestiques ont reçu le nom scientifique de Capra hircus au XVIIIe siècle, avant le développement de la biologie de l'évolution. Cette dernière a mis en lumière l'étroite relation existant entre les races domestiques et sauvages. Dans ce contexte, le statut scientifique des « espèces » domestiques a été remis en cause, et beaucoup de biologistes ne les considèrent plus désormais que comme des formes domestiquées des espèces sauvages originelles.
Une espèce est en effet constituée de « groupes de populations naturelles, effectivement ou potentiellement interfécondes, qui sont génétiquement isolées d'autres groupes similaires ». Or, les « espèces » domestiques se croisent avec leur espèce parente quand elles en ont l'occasion. « Vu que, du moins en ce qui concerne les races d'animaux domestiques primitives, celles-ci constitueraient, en règle générale, une entité de reproduction avec leur espèce ancestrale, si elles en avaient la possibilité, la classification d'animaux domestiques en tant qu'espèces propres n'est pas acceptable. C'est pourquoi on a essayé de les définir comme sous-espèces ».
On donne alors à la nouvelle sous-espèce le nom de l'espèce d'origine, complété par le nom de sous-espèce (qui reprend l'ancienne épithète spécifique) et depuis 1960 environ, on utilise de plus en plus la désignation "forma", abrégée "f", qui exprime clairement qu'il s'agit d'une forme d'animal domestique qui peut éventuellement remonter jusqu'à diverses sous-espèces sauvages : Capra aegagrus f. hircus.
C'est le terme féminin qui est retenu pour désigner l'espèce dans son ensemble (exemple : « la domestication de la chèvre »), contrairement à d'autres espèces de caprins (bouquetins, chamois).

## Origine et domestication

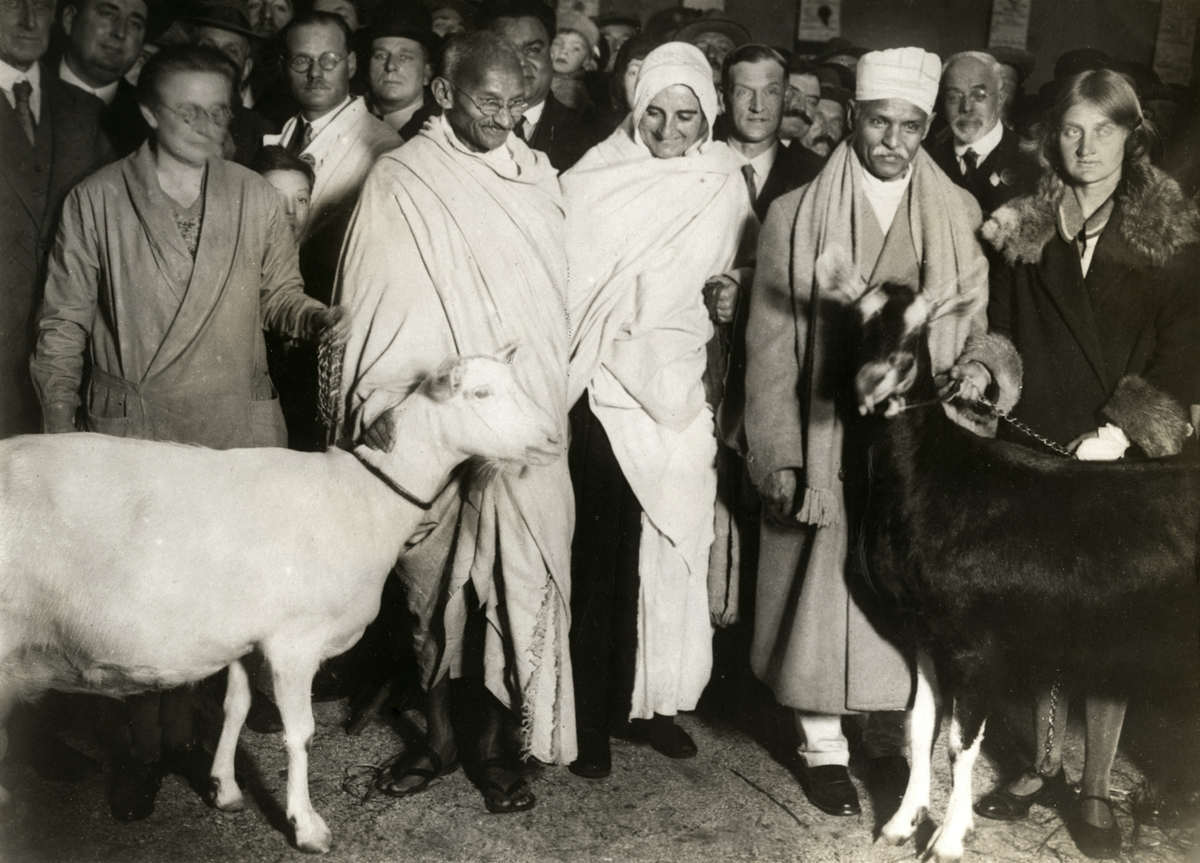
Gandhi à Marseille en 1931 avec deux chèvres qui lui fournissaient sa ration quotidienne de lait.

La chèvre a été domestiquée dès le début du Néolithique pour son lait, sa laine, sa viande, son fumier, sa peau, ses os et son cuir.
Ainsi, la chèvre (Capra aegagrus) semble avoir été domestiquée entre la fin du neuvième et le début du huitième millénaire avant notre ère dans les monts Zagros et sur les plateaux d'Iran. L'autre centre de domestication connu, le plus important quantitativement, est l'Est de l'Anatolie (Turquie). Un changement morphologique détectable apparaît environ mille ans après les débuts de cette domestication.
Les analyses génétiques d'ADN fossile laissent penser que les hommes ont d'abord protégé des populations de chèvres sauvages en tuant leurs prédateurs. Puis les tribus ont commencé à les élever pour avoir plus facilement sous la main du lait conservé sous forme de fromage, des poils, de la viande et des peaux. Les chèvres domestiques étaient généralement gardées dans des troupeaux qui se déplaçaient sur les collines ou sur d'autres domaines de pâturage analogues. Les chevriers qui les soignaient étaient souvent des enfants ou des adolescents, pareils à l'image que nous nous faisons du berger. Ces méthodes de garde se rencontrent encore aujourd'hui.
La domestication des chèvres a probablement engendré des modifications significatives des paysages et des écosystèmes (recul des zones arborées au profit des buissons et « maquis »).
La Bible mentionne, dans le livre de la Genèse, que Rébecca prépare à son mari Isaac deux chevreaux pour qu'Isaac bénisse Jacob (Gn 27:9).
La peau de chèvre est utilisée pour le transport de l'eau, du lait caillé ou du vin. Historiquement, elle servait aussi à produire le parchemin, qui était le support le plus employé pour écrire en Europe jusqu'à l'invention de l'imprimerie et la vulgarisation du papier.

## Caractéristiques

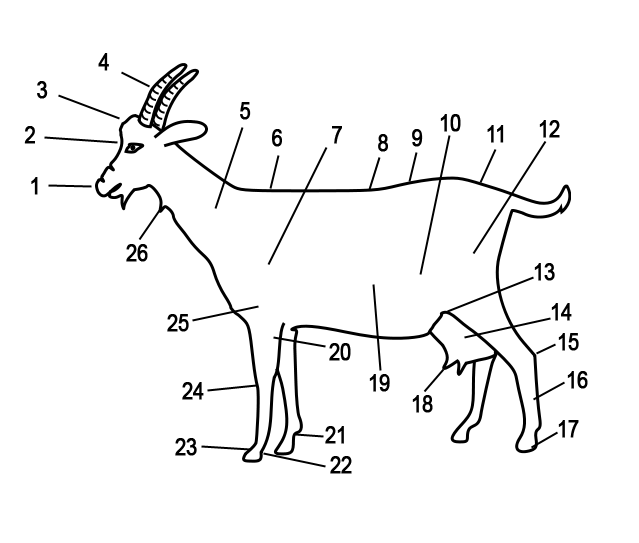
Anatomie de la chèvre : 1. Mufle 2. Chanfrein 3. Front 4. Cornes 5. Encolure 6. Garrot 7. Épaule 8. Dos 9. Reins 10. Flanc 11. Croupe 12. Cuisse 13. Grasset 14. Mamelle 15. Jarret 16. Canon 17. Pied 18. Trayons 19. Abdomen 20. Coude 21. Boulet 22. Onglon 23. Boulet 24. Genou 25. Bras 26. Pampilles.

La chèvre est un animal d'assez petite taille, à cornes arquées ou sans corne (« motte », polled pour les anglo-saxons), très agile, particulièrement adapté au saut. Sa température interne normale est assez élevée (de 38 à 39,5 °C). On la trouve dans toutes les régions du globe, particulièrement en montagne. Les mâles sont appelés boucs et les petits sont des chevreaux ou chevrettes (parfois encore appelés cabris).
Les yeux de la chèvre ont une particularité, leur pupille est rectangulaire et horizontale, ce qui lui donne un regard étrange ; cela lui permet en fait d'avoir un plus large champ de vision.
Les chèvres présentent généralement une barbe au menton ainsi que des excroissances de peau au niveau du cou appelées pampilles ou pendeloques. La fonction des pampilles n'est pas connue. Ce sont des morceaux de cartilage creux, recouverts de poils.
La chèvre adulte a 32 dents : 8 incisives inférieures qui s’appuient sur la gencive supérieure qui forme un bourrelet résistant (elle n'a pas d'incisives supérieures). Le fond de la bouche est garni de 24 molaires (12 à chaque mâchoire).
Les chèvres ont toutes 60 chromosomes par cellule. La chèvre mesure entre 80 et 100 cm, et pèse, selon ses origines, entre 15 et 80 kg. Elle vit en moyenne 14 ans.
La chèvre bêle, béguète ou chevrote.

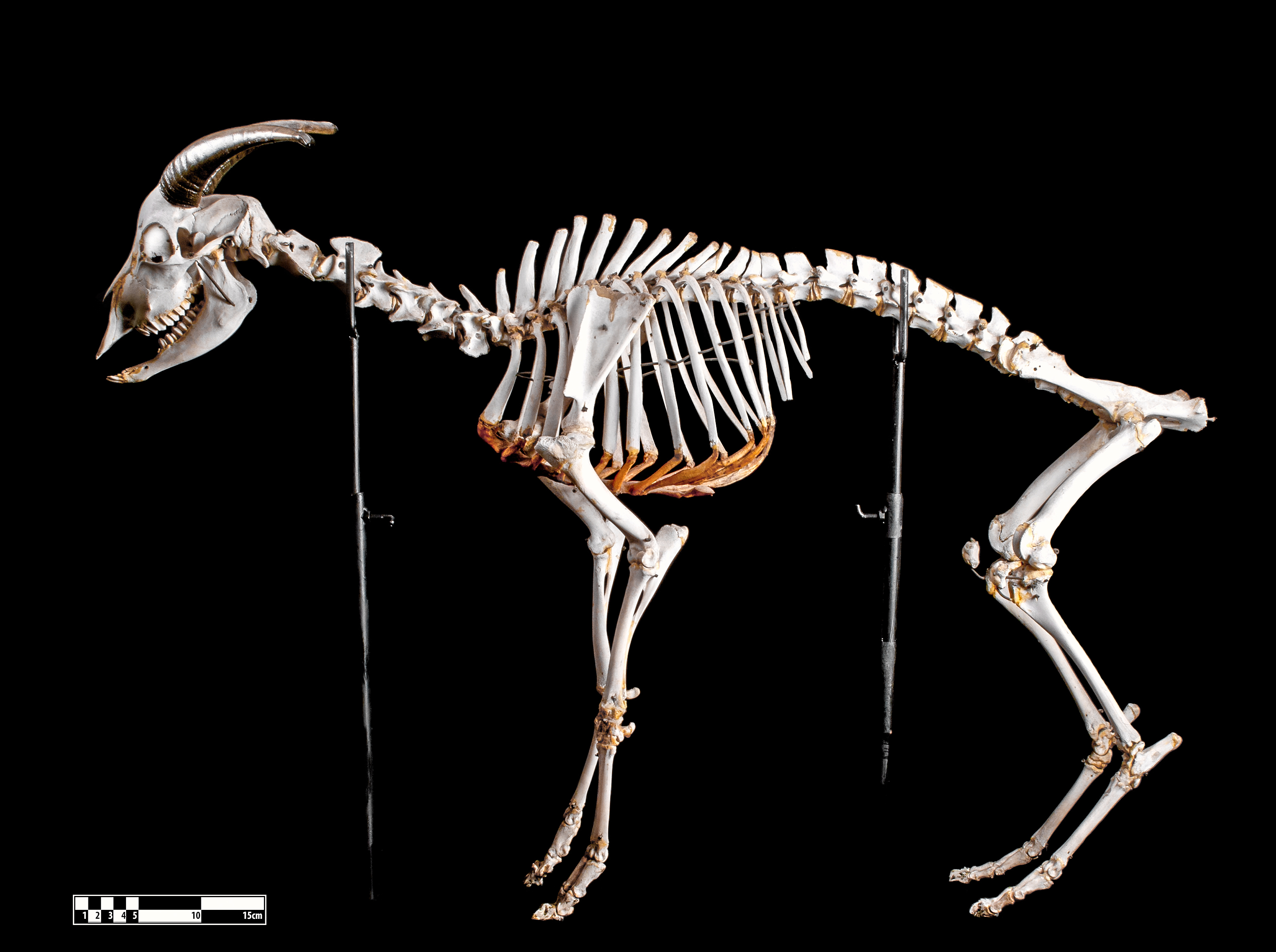
Squelette (Capra hircus).
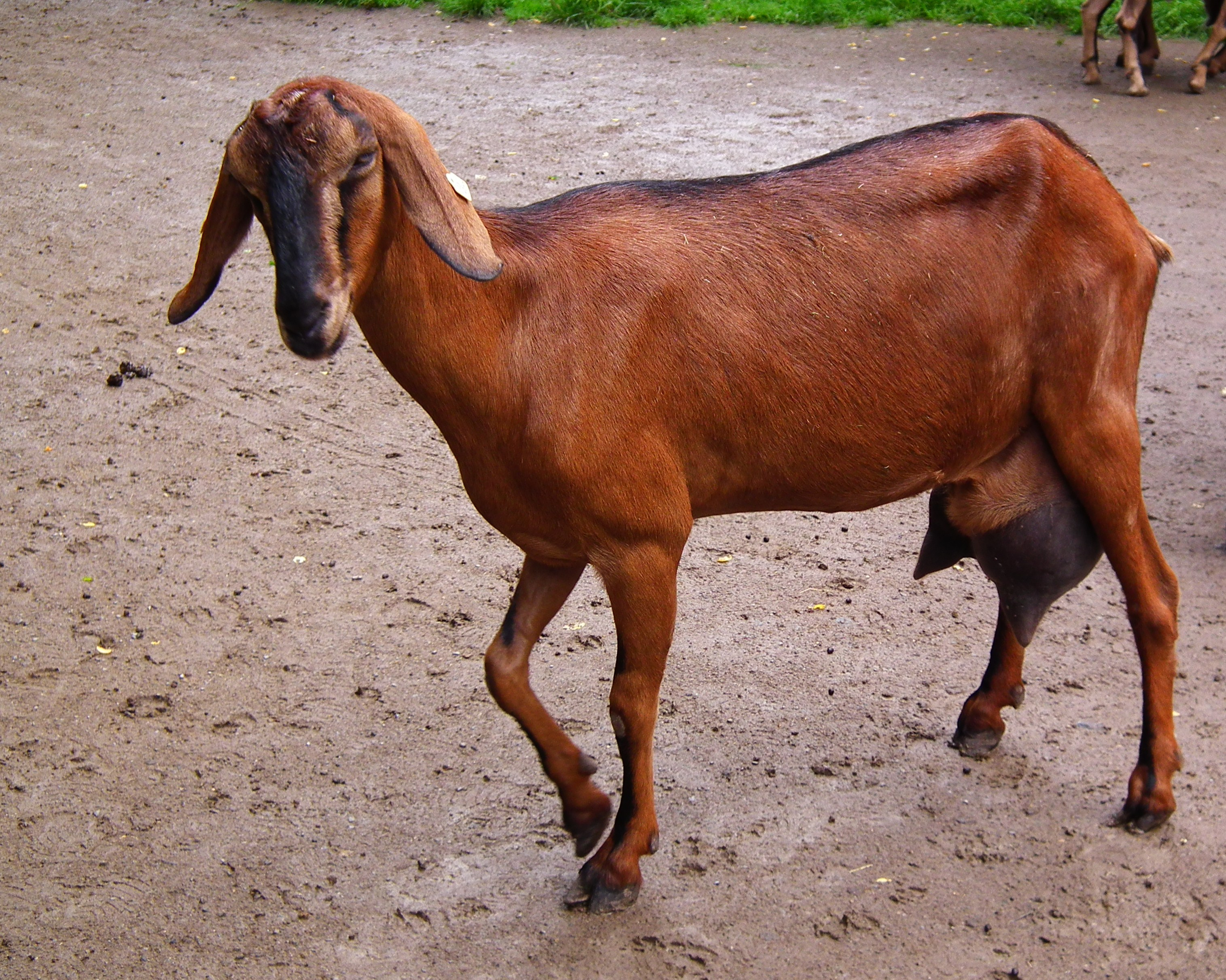
Mamelles et trayons.
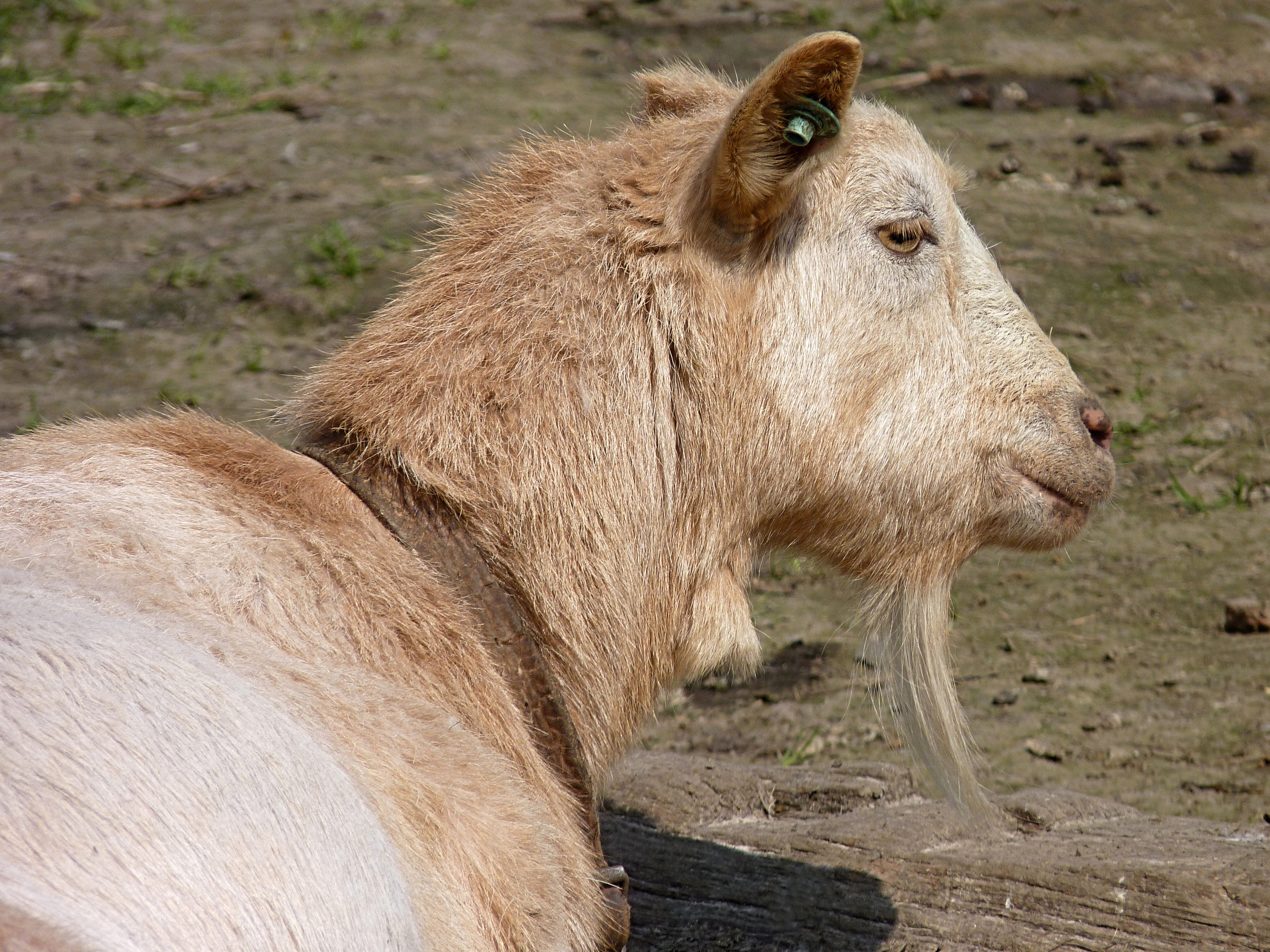
Une chèvre « motte » (sans corne[11]).
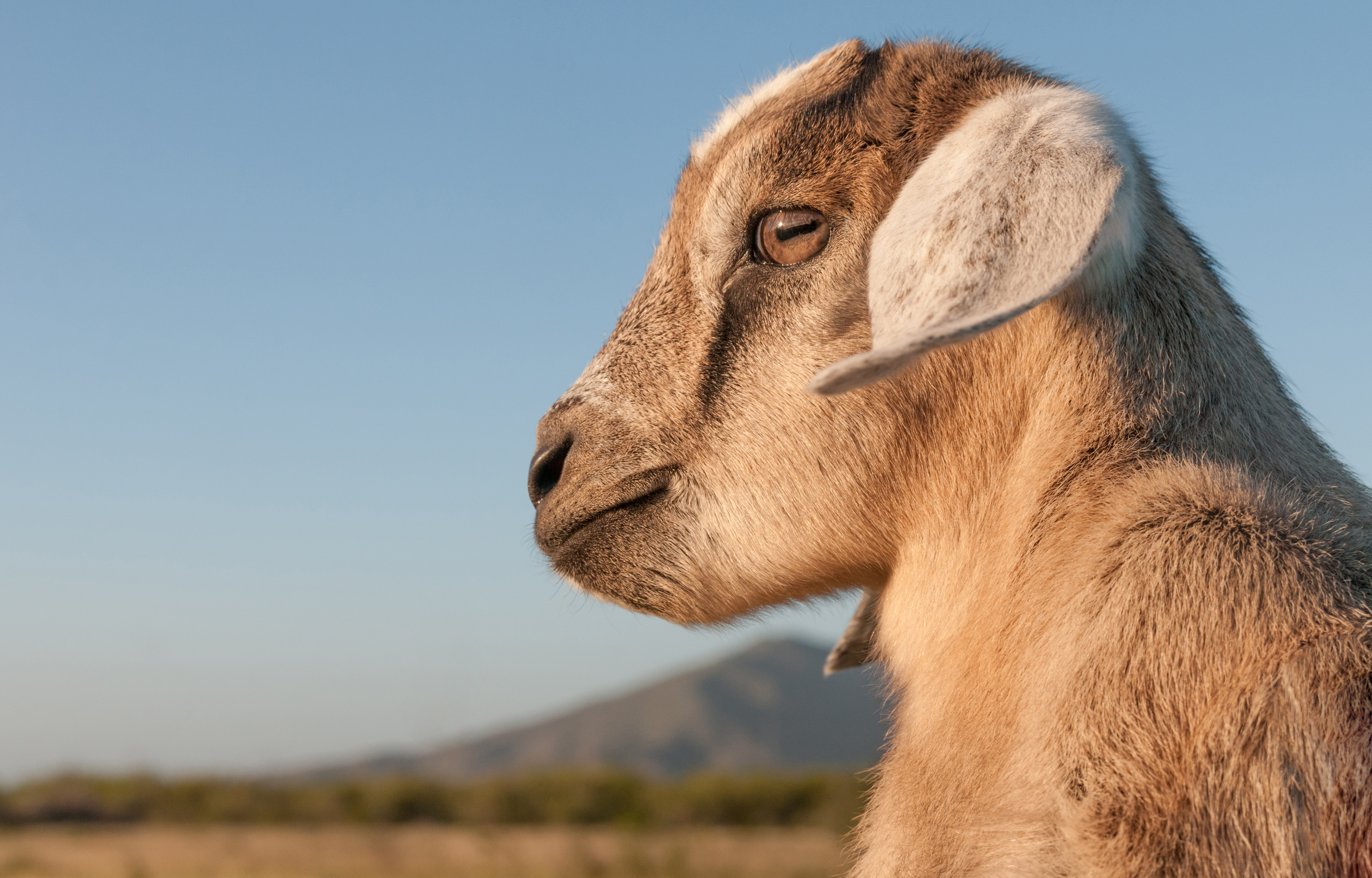
L'œil doré d'une chevrette.
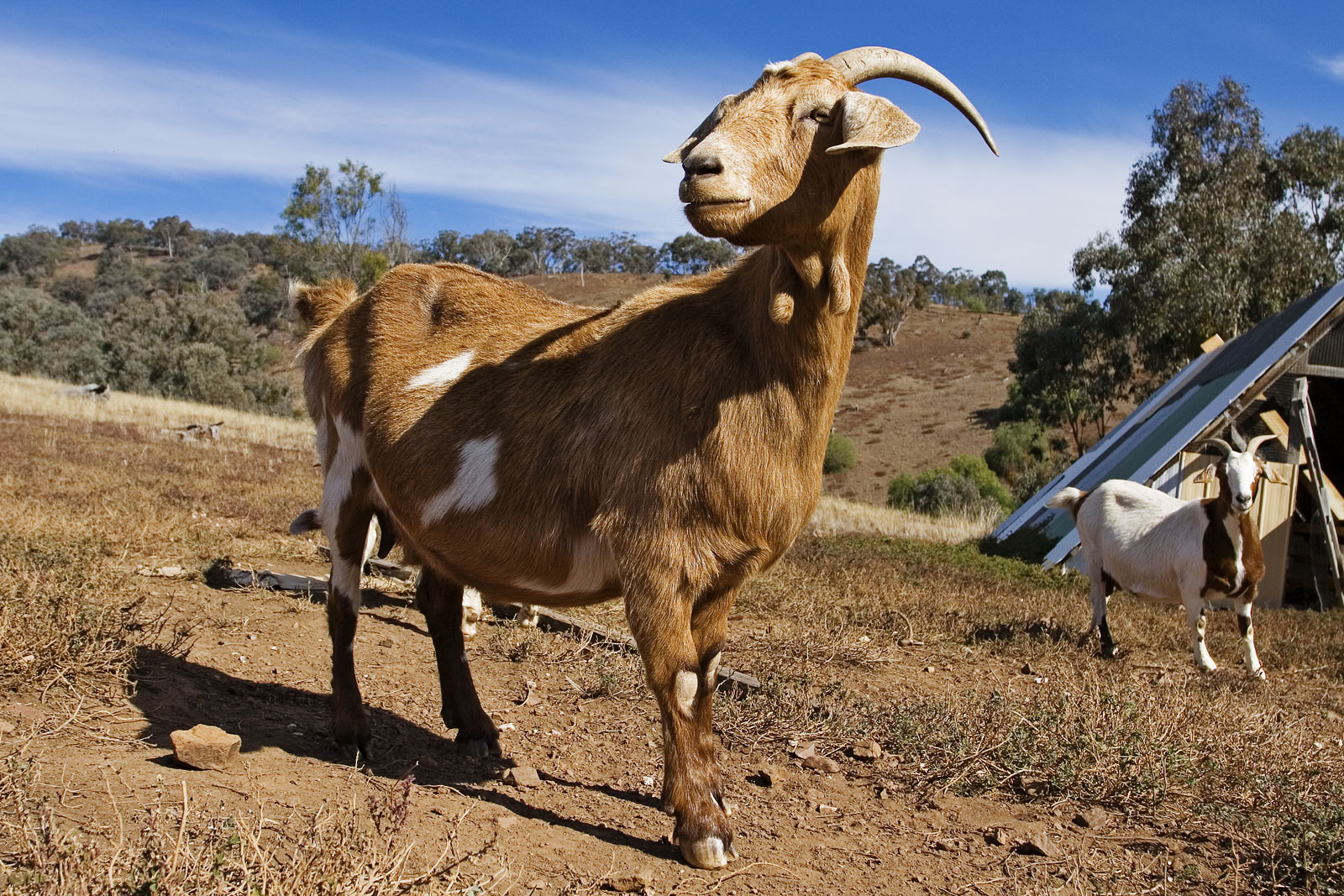
Une chèvre avec les pampilles bien visibles au niveau du cou.

## Comportement

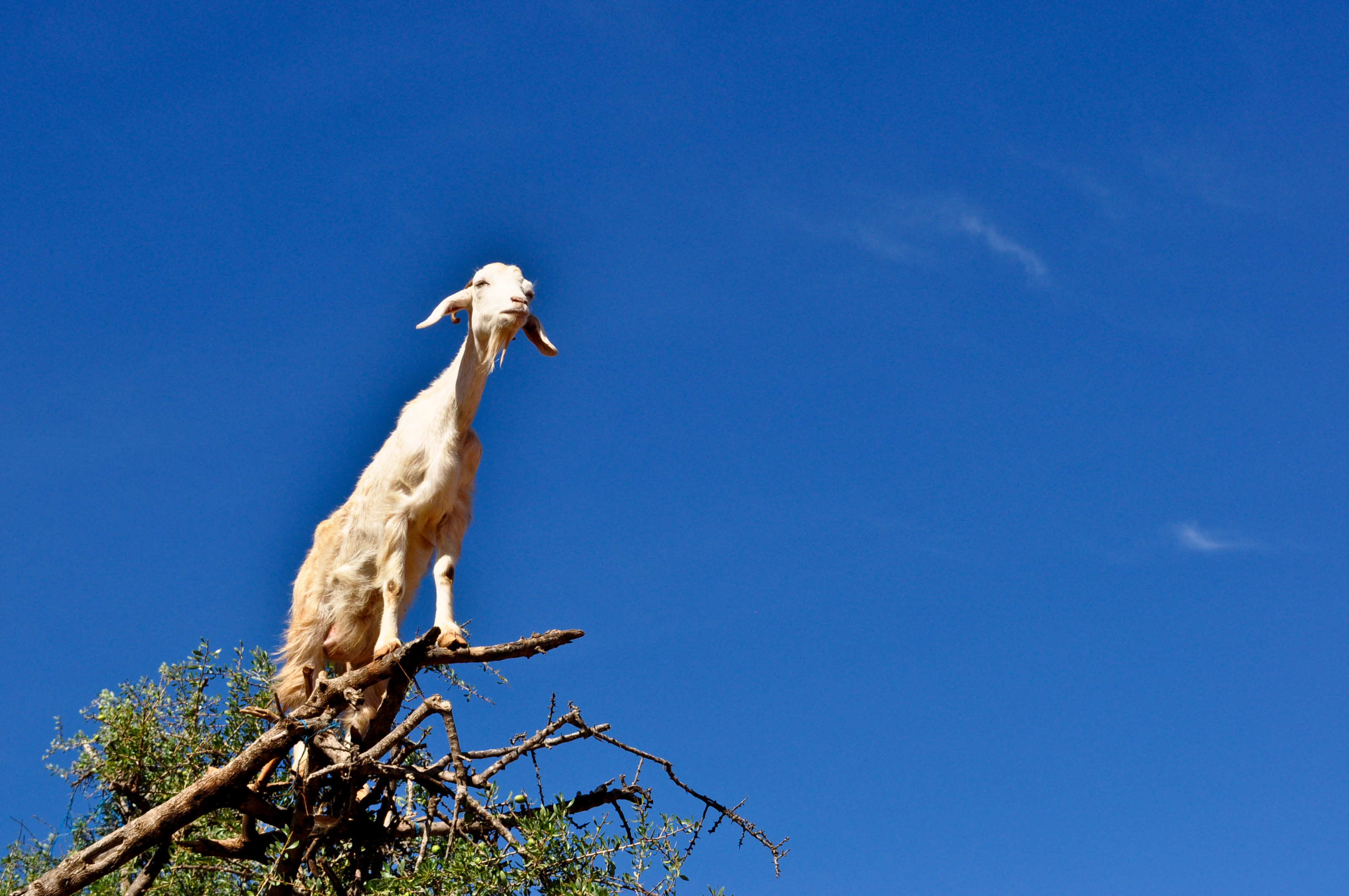
Une chèvre dans un arbre (novembre 2015).

La chèvre est un animal relativement intelligent, s'attachant volontiers au soigneur. C'est une grimpeuse adaptée aux escarpements rocheux, aux murailles ou aux arbres si leur feuillage est convoité ; poussée par son instinct d'exploratrice, elle se retrouve parfois dans des positions délicates.
Les chèvres raffolent de l'herbe à la puce, de l'armoise tridentée, de l'euphorbe ésule et du kudzu. Voilà pourquoi elles sont les stars du désherbage sélectif. On a recours à ces brouteuses pour éliminer les végétaux indésirables, telles les espèces envahissantes et les broussailles alimentant les feux de forêt. Cette pratique est populaire en Amérique du Nord et en Australie. La location de troupeaux a commencé à prendre de l'essor il y a une dizaine d'années, selon John Walker, écologue à l'université A&M du Texas. On utilise à la fois des moutons et des chèvres, mais ces dernières sont plus appréciées en raison de leurs goûts éclectiques, de leur bon équilibre sur un terrain pentu et de leur capacité à brouter plus haut, en appui sur leurs pattes arrière. Les chèvres - dont un troupeau de cent têtes peut se louer 150 euros la journée - arrachent aussi les feuilles avec précision. De nombreux clients tels que les parcs, les ranchs et ou encore des particuliers font appel à leurs services.

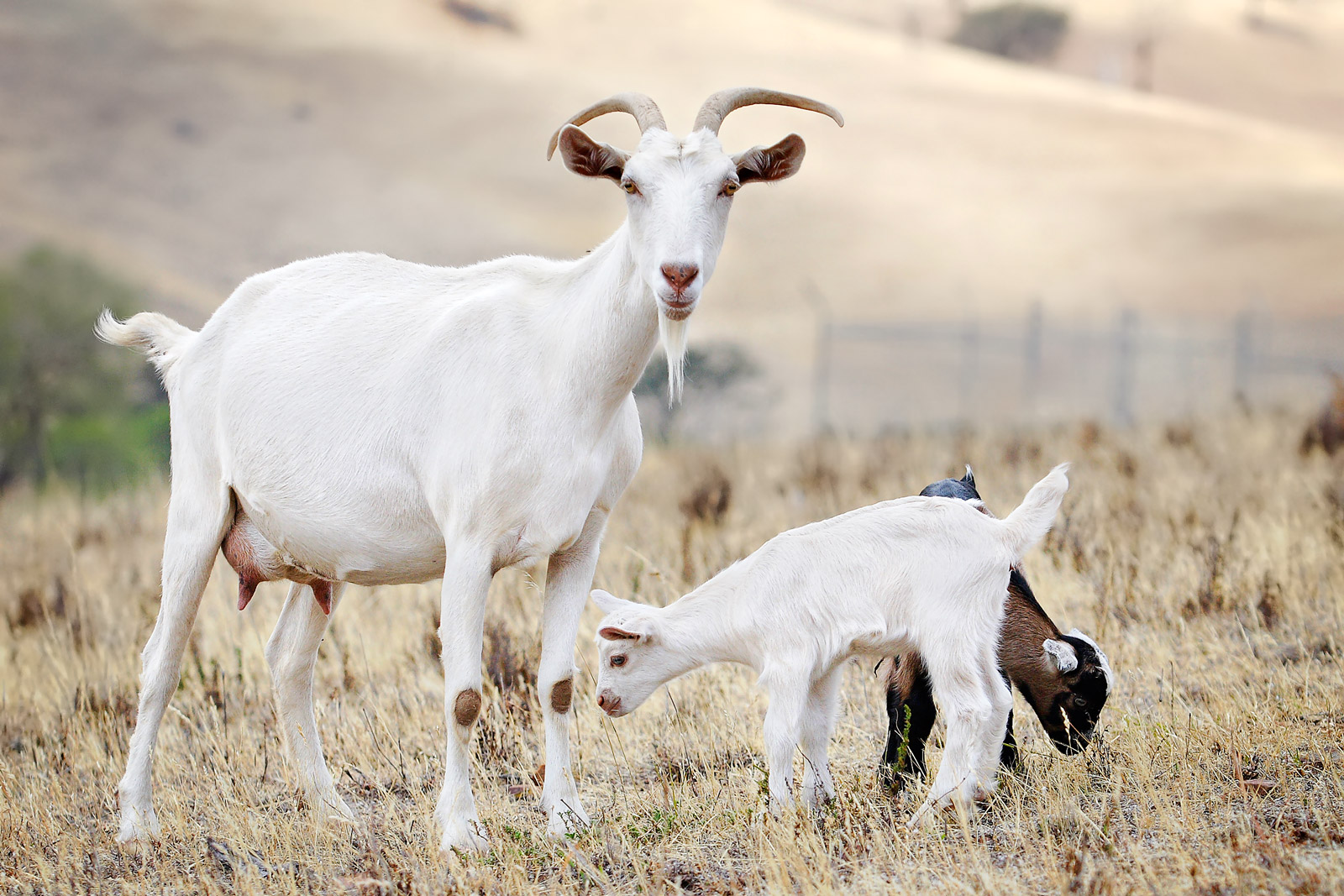
Une chèvre « suitée » — c’est-à-dire avec un ou plusieurs petits la suivant.
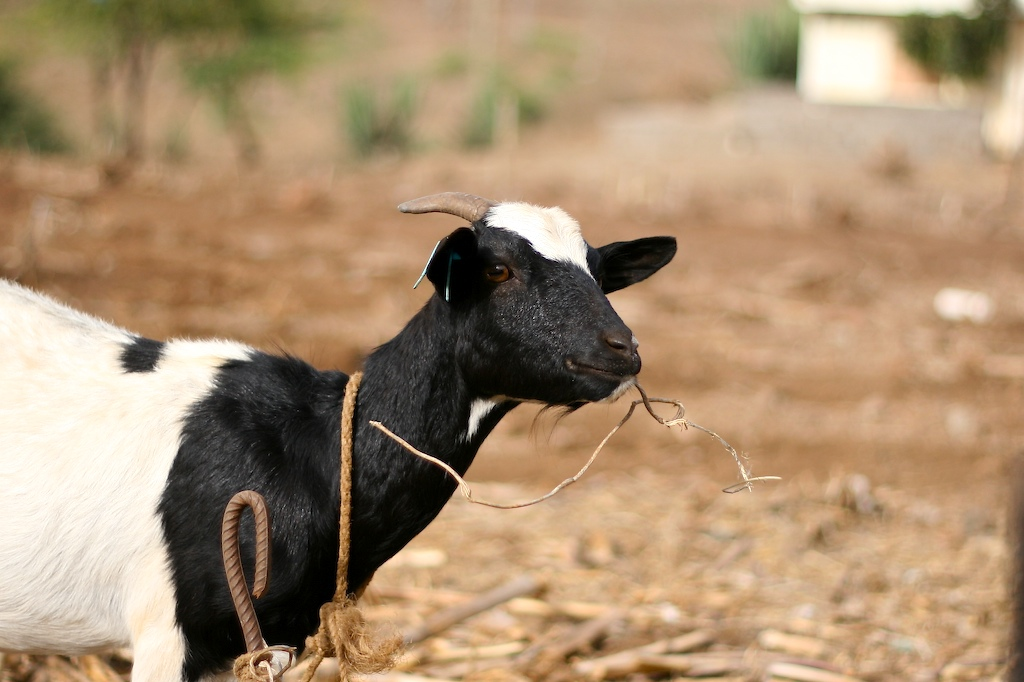
La chèvre se nourrit de peu, mais elle peut contribuer à la déforestation, voire à la désertification par surpâturage[N 1].
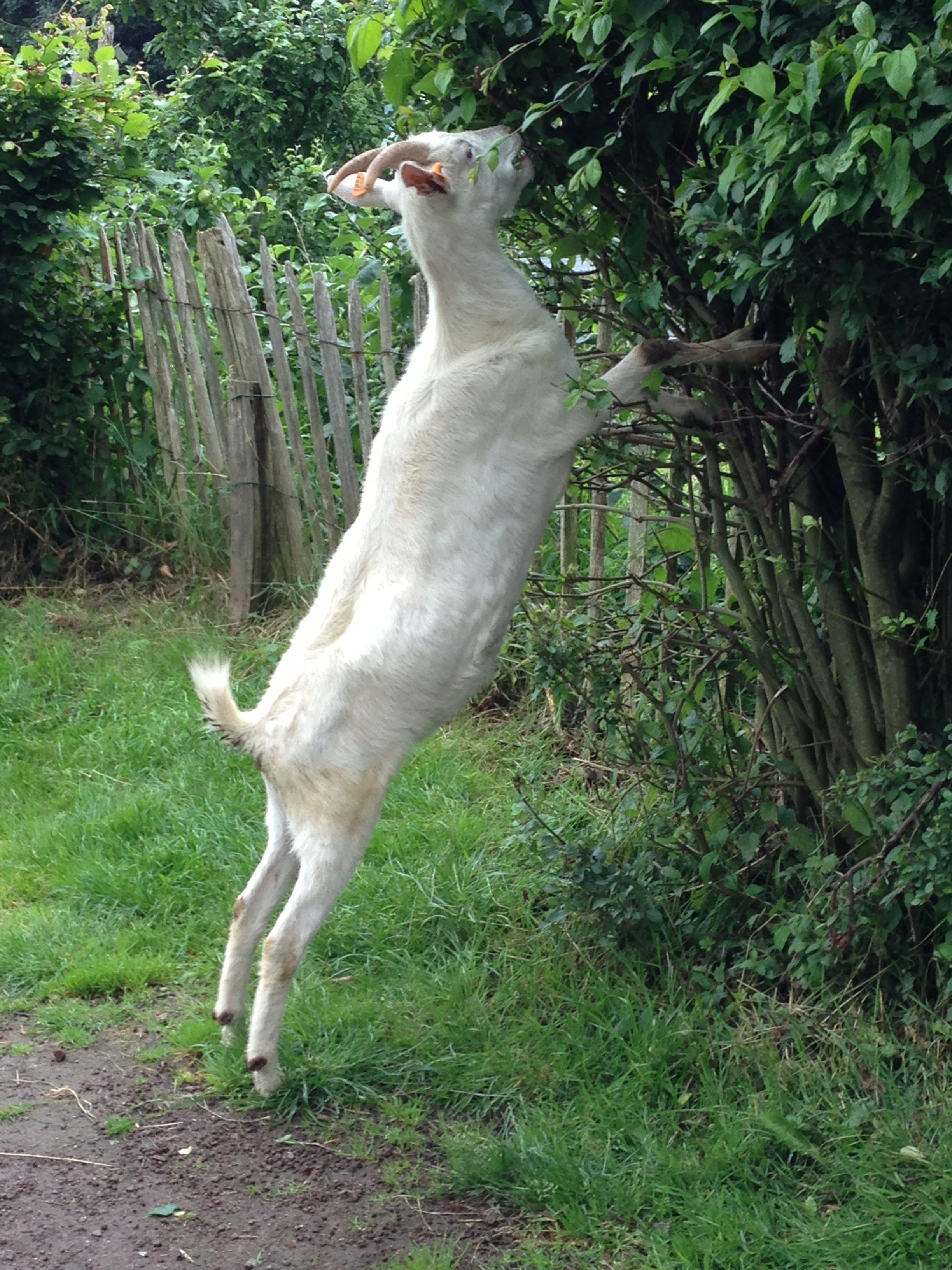
La chèvre aime se nourrir aux arbres[N 2].

## Soins
Certaines races de chèvre, parmi les moins rustiques (alpine, saanen, etc.) ne peuvent rester en plein air pendant les mois d'hiver. Comme beaucoup d'animaux d'élevage, elles doivent avoir accès à de l'eau en quantité suffisante.
Beaucoup d'espèces de chèvres sont victimes d'infestations parasitaires. Les vers intestinaux peuvent être éradiqués par vermifugation. Il convient de contenir également l'infestation du pelage par les puces, tiques ou autres parasites.

### Alimentation

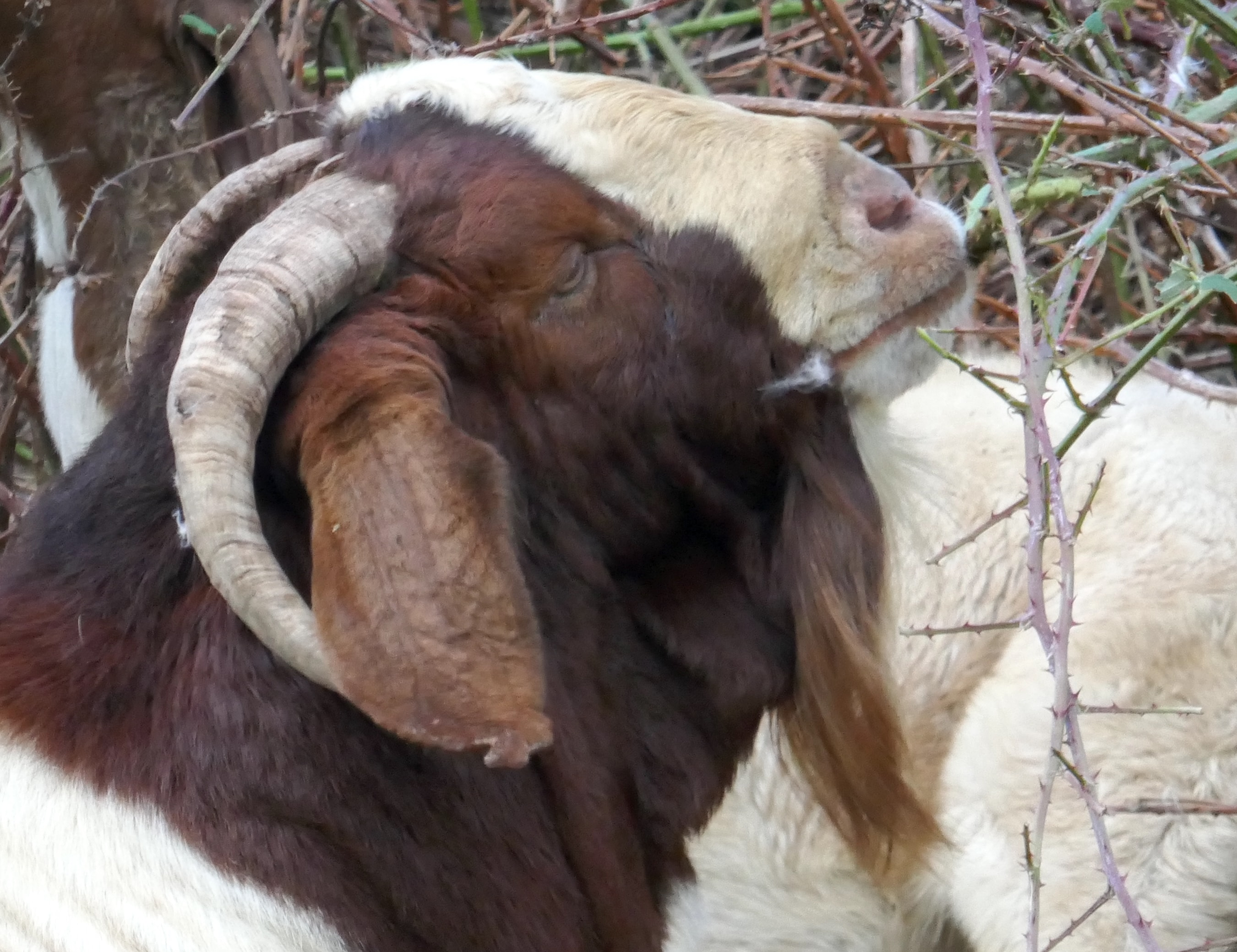
Chèvre broutant des ronces, Weinstadt (Allemagne).

La chèvre est un ruminant: elle possède quatre estomacs. Dans un premier temps, elle avale grossièrement ses aliments puis les régurgite lorsqu'elle est au calme pour les mâcher, c'est ce que l'on appelle la rumination. Elle les avale de nouveau ensuite, ils passent directement alors dans un autre estomac où se poursuit leur digestion.
Elle se nourrit de toutes sortes de végétaux sauvages ou cultivés. Ces besoins journaliers sont de l'ordre de[réf. nécessaire] :
- deux kilogrammes de matières sèches (dix kilogrammes de vert) qu'elle pâturera ou d'un foin composé de légumineuses (vesce, lotier, luzerne, etc.) et de graminées (dactyle, ray-grass, etc.) ;
- dix litres d'eau environ (variable selon que la ration se compose de vert ou de sec) ;
- du sel ou une pierre à sel à volonté (compléments en sels minéraux).

### Santé
La météorisation est une affection qui peut tuer une chèvre en quelques heures. Elle est en général provoquée par une consommation importante d'herbe jeune riches en sucres ou de certaines légumineuses, ou d'un brusque refroidissement. La digestion étant arrêtée, l'herbe fermente trop rapidement dans l'appareil digestif, produisant des gaz piégés dans la panse. Au printemps, pour les troupeaux quittant les chèvreries pour les pâtures (« mise à l'herbe »), les éleveurs ménagent une transition en fournissant des aliments grossiers secs (foin).

### Reproduction

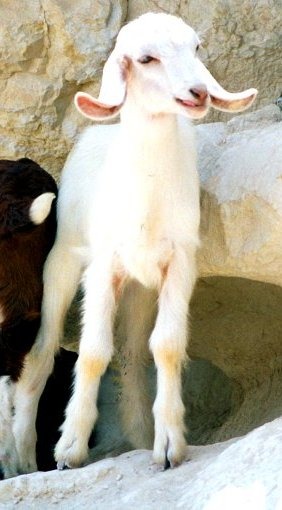
Un chevreau.

La chèvre peut se reproduire dès l'âge de 7 mois. En général, les chaleurs ont lieu à la fin de l'été (environ soixante jours après que les jours commencent à décliner). La gestation dure cinq mois, au terme de laquelle la chèvre met bas un ou plusieurs chevreaux. On procède au sevrage des petits à environ 2 mois (entre 14 et 16 kg).

### Biotechnologie
La chèvre est parfois utilisée comme organisme modèle ou animal de laboratoire. Des chèvres transgéniques ont été produites,,,, puis utilisées pour produire des molécules chimiques complexes (qui peuvent d'ailleurs être légèrement différentes de ce que l'on attendait puis modifiées en intégrant des gènes humains dès le début des années 1990), pour produire des hormones humaines (2000) notamment au Brésil.
Plus récemment (2005-2006), des chercheurs de l'industrie des biotechnologies ont ainsi produit des chèvres transgéniques qui synthétisent dans leurs glandes mammaires des molécules qu'on peut ensuite extraire, dont le lysozyme (hLZ) humain qui a été testé comme complément alimentaire dans l'alimentation animale donnée à des cochons (il semble améliorer le fonctionnement de leur intestin).

## Races de chèvres
Le genre Capra comprend des espèces comme la chèvre domestique, la chèvre sauvage (Capra aegagrus), le bouquetin, ou le markhor.

### Liste des sous-espèces
Les sous-espèces suivantes lui sont rattachées[réf. nécessaire] :
- Capra aegagrus aegagrus, Erxleben, 1777
- Capra aegagrus creticus, Schinz, 1838 — Chèvre sauvage crétoise
- Capra aegagrus blythi (en) — Bouquetin du Sind

### Chèvre alpine (Suisse et France)

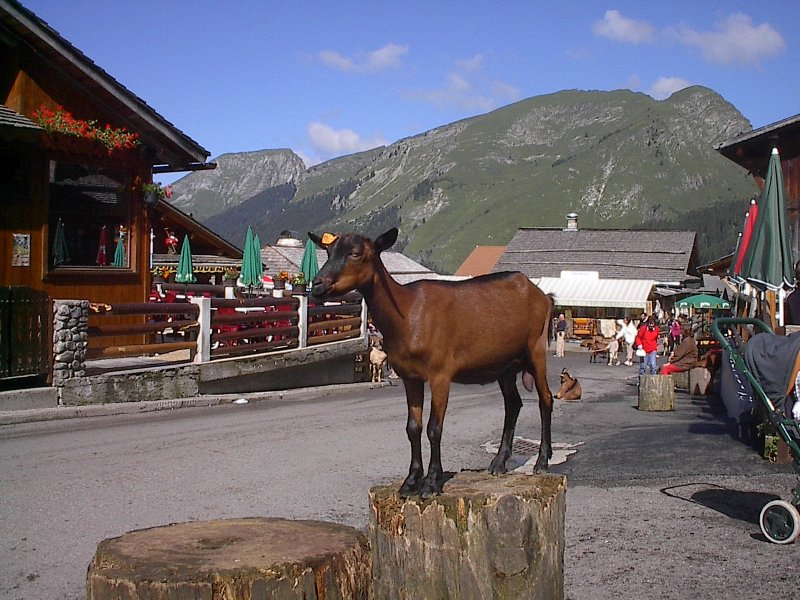
Chèvres alpines au hameau Les Lindarets en Haute-Savoie.

L'Alpine est originaire du massif alpin Suisse et Français. Le berceau de la race se situe en Suisse où elle conserve un cheptel notable. C'est la race la plus répandue en France. Morphologie : poil ras ; robe de couleur variée passant du blanc pur au blanc tacheté de brun, de fauve, de gris, de noir, de pie ou de roux. Les troupeaux sélectionnés génétiquement présentent une couleur plus homogène, marron avec les extrémités et la ligne dorsale noire. La poitrine est profonde, le bassin large et peu incliné. Les membres sont solides, les articulations sèches et les aplombs corrects. La mamelle est volumineuse, bien attachée, se rétractant bien après la traite. Les trayons sont distincts de la mamelle, sont dirigés vers l'avant et sensiblement parallèles. C'est une chèvre de format moyen : 50 à 70 kg pour la femelle ; 80 à 100 kg pour le mâle. Rustique, très appréciée pour ses qualités laitières et d'élevage, la race Alpine s'adapte aussi bien aux systèmes d'élevages stabulatoires qu'aux pâtures de basses plaines ou d'altitude.

### Races suisses

#### Saanen

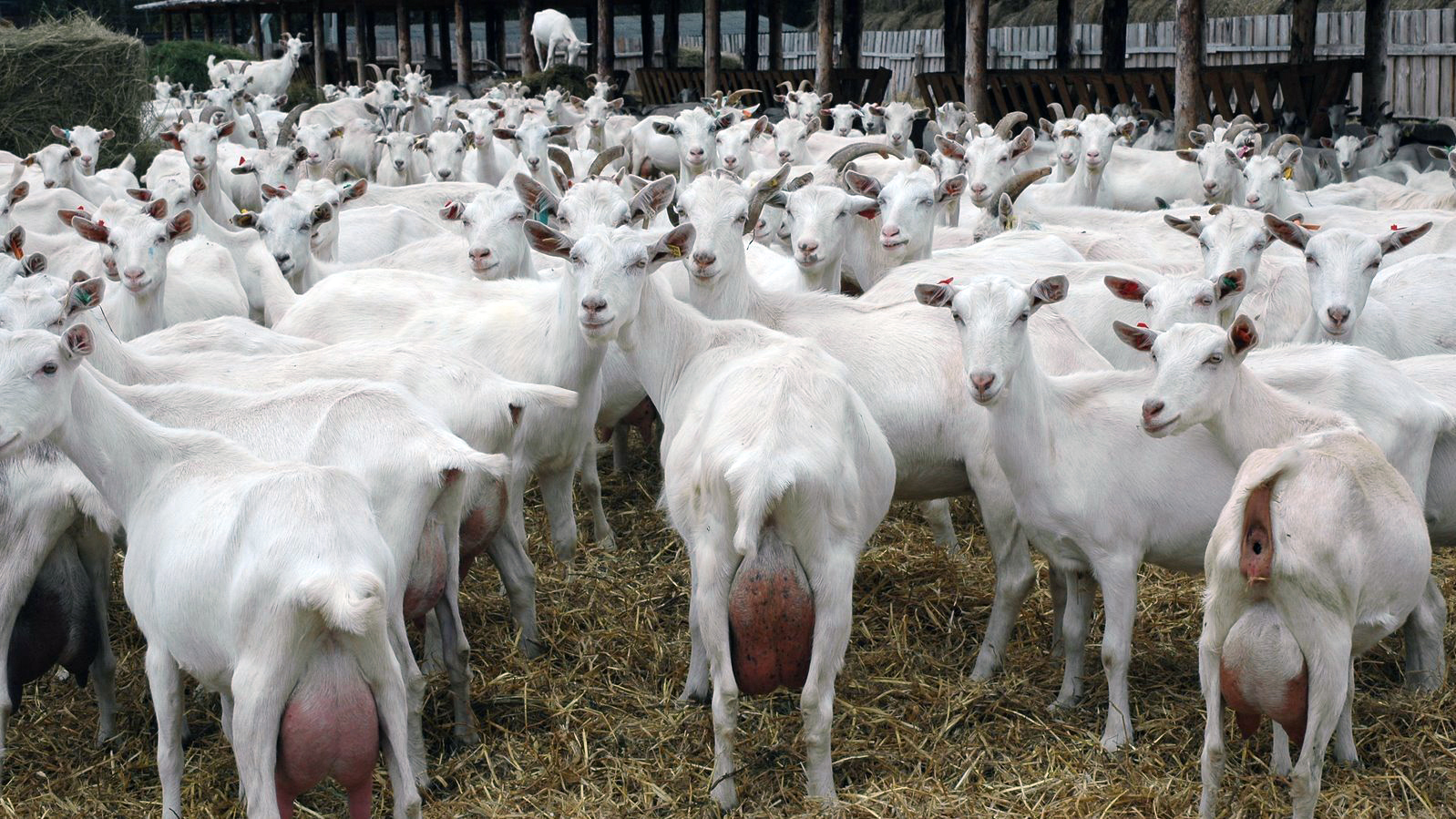
Troupeau de Saanen.

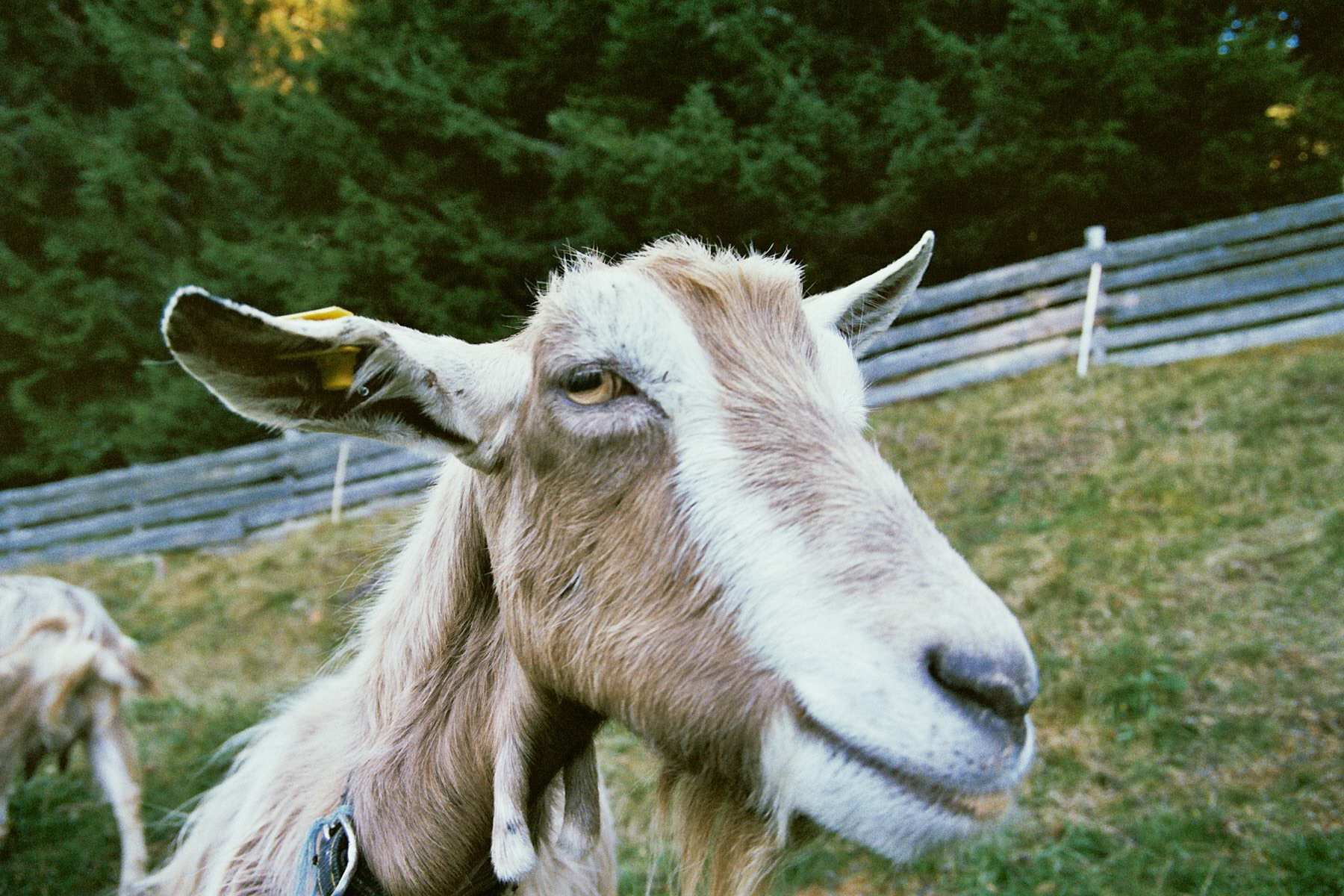
Tête de Toggenbourg.

La Saanen (ou chèvre de Gessenay), blanche à poils courts, généralement dépourvue de cornes (mais certaines ont une paire de cornes de taille moyenne tournées vers l'arrière), calme et excellente laitière. Elle est originaire de la haute vallée de la Sarine (Saane en allemand). Sa renommée en tant qu'animal de rente a entraîné l'implantation de la race dans de nombreux pays. On peut considérer aujourd'hui que la Saanen est la race la plus répandue mondialement parmi les races laitières caprines. C'est un animal trapu, solide et paisible, aux qualités très laitières qui s'adapte très bien aux différents modes d'élevage notamment intensifs. Morphologie : poil court, dense et soyeux ; robe uniformément blanche ; tête avec un profil droit ; poitrine profonde, large et longue, caractérisant une grande capacité thoracique ; épaule large et bien attachée; garrot bien en viande ; aplombs sont corrects et allures régulières ; mamelle globuleuse, bien attachée et larges à la base. C'est une race à fort développement: 50 à 90 kg pour la femelle ; 80 à 120 kg pour le mâle.

#### Toggenbourg
La Toggenbourg, excellente laitière, de pelage fauve à sombre, caractérisée par ses deux bandes blanches de l'oreille à la bouche. Souvent utilisé durant le haut Moyen Âge comme animal sacrificiel pour les rituels de fertilité des fêtes de la Saint-Abondance, elle était ensuite dépecée, et sa peau utilisée pour fabriquer des pagnes qui étaient alors portés par les jeunes hommes entrant dans l'âge adulte, lors des cérémonies de passation des pouvoirs.[réf. nécessaire]
- Chèvre à col noir du Valais
- Chèvre bottée
- Chèvre d'Appenzell
- Chèvre grisonne à raies
- Chèvre Paon
- Chèvre du Simplon

### Races françaises

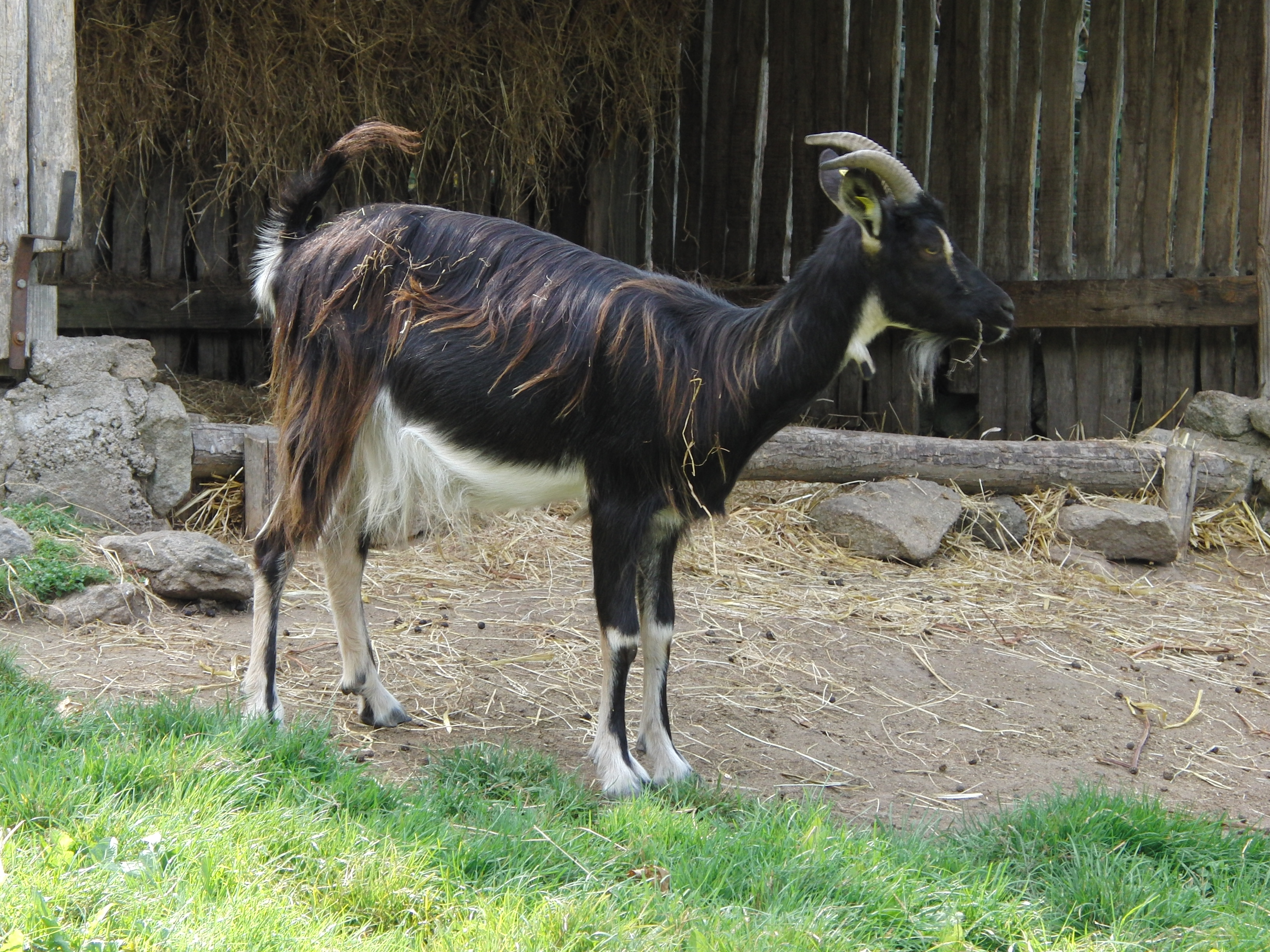
Poitevine.

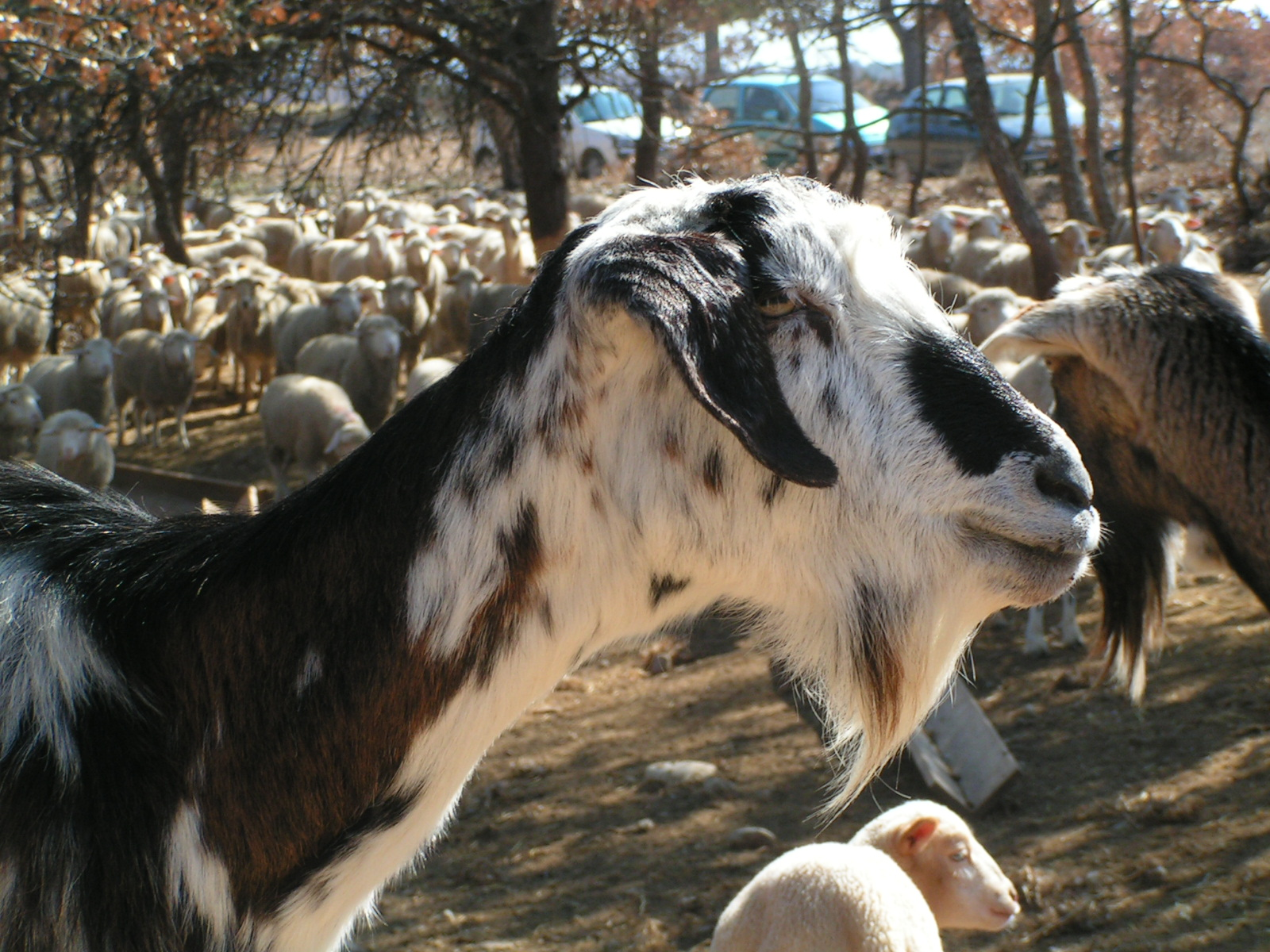
Tête de Provençale.

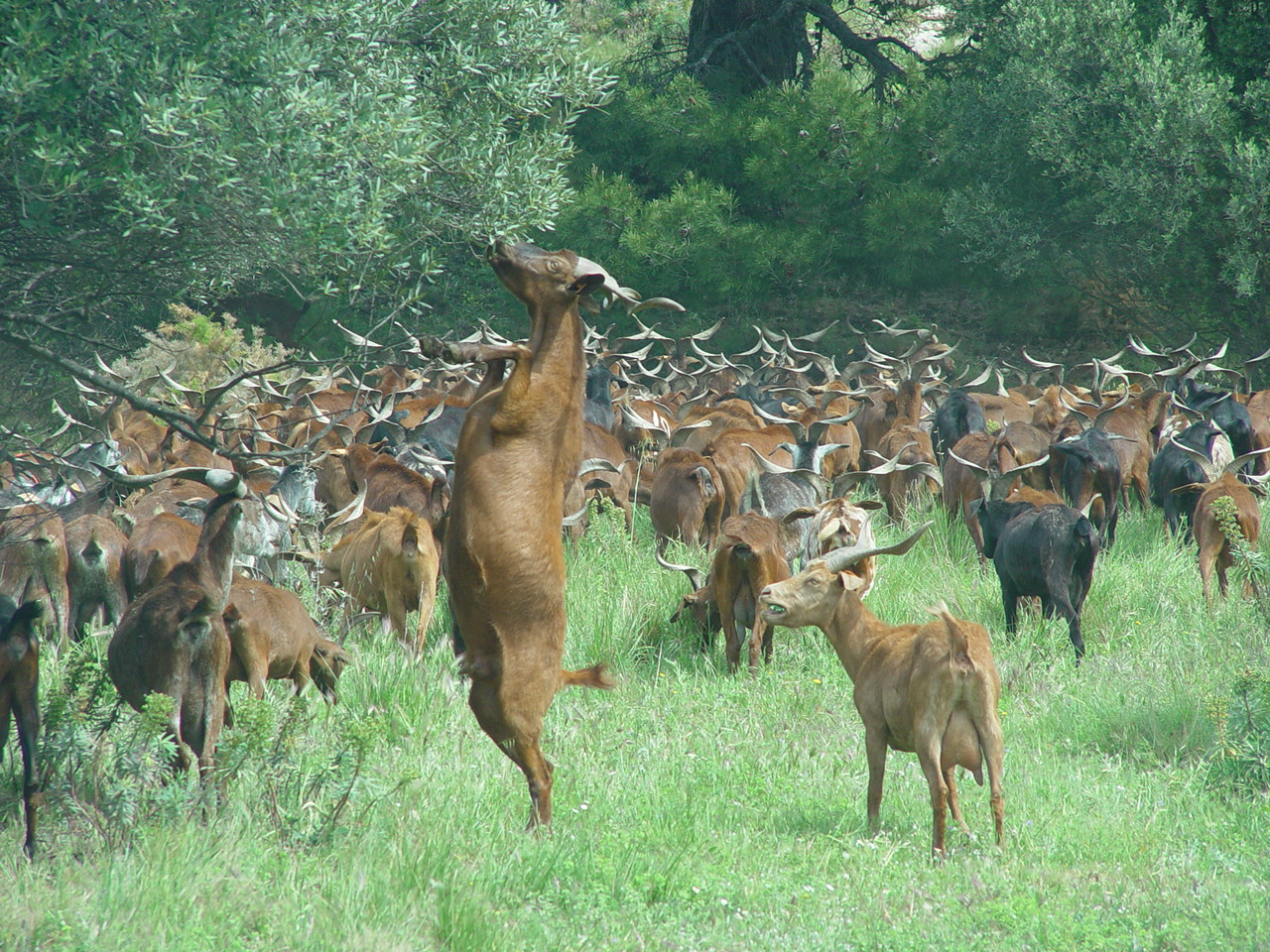
Roves au pacage.

#### Poitevine
La chèvre poitevine est une race originaire des alentours des sources de la Sèvre Niortaise, dans le centre ouest de la France. Élevées en petits troupeaux familiaux, les chèvres poitevines étaient plus de 40 000 au début du XXe siècle. En 1925, une épizootie de fièvre aphteuse a décimé les troupeaux poitevins. C'est à partir de souches prélevées dans les Alpes que le troupeau fut progressivement reconstitué. On dénombre aujourd'hui environ deux mille huit cents femelles principalement élevées dans le berceau de la race en Poitou-Charentes. Voici sa morphologie : robe de couleur brune, plus ou moins foncée, parfois presque noire dite « en cap de maure » ; poils semi-longs sur le corps et sur les cuisses ; face inférieure des membres, dessous du ventre et de la queue blancs ou très clairs ; face comportant une raie blanche de chaque côté du chanfrein encadrant une tête fine, triangulaire. La chèvre poitevine est avec ou sans cornes, avec ou sans barbiches ou pampilles. La poitevine est une chèvre de format moyen à grand, d'aspect longiligne. Les mâles peuvent atteindre 75 kg. La chèvre pèse entre 40 et 65 kg. Sa taille au garrot est de 70 à 80 cm. Rustique et de caractère paisible, la chèvre poitevine est appréciée pour son lait typique aux grandes qualités fromagères. Elle présente de bonnes capacités pour valoriser les pâturages et les fourrages grossiers.

#### Provençale
La chèvre provençale est une race française de Provence. Elle fait partie des races à petit effectif, puisqu'on compte environ mille chèvres en 2013. La couleur de la robe peut être très diversifiée, c'est une chèvre aux oreilles longues et tombantes, parfois recourbées. Elle a le poils long en particulier sur les cuisses.

#### Rove
La chèvre du Rove est une race française des Bouches-du-Rhône, faisant partie des races à petit effectif, le cheptel compte environ 8 000 bêtes en 2013. La robe est généralement de couleur marron-rouge et parfois tachetée de blanc. Elle possède des cornes de section triangulaires et torsadées de taille importante qui permettent de la reconnaître facilement. Avec son lait on fabrique un fromage typique appelé la Brousse. C'est une race mixte puisqu'elle est utilisé pour la production de lait et la transformation fromagère, mais aussi pour la production de cabris.
- Chèvre corse
- Chèvre catalane
- Chèvre cou-clair du Berry
- Chèvre de Lorraine
- Chèvre de Savoie
- Chèvre des fossés
- Massif central
- Pyrénées
- Sundgau

### Autres pays

#### Boer

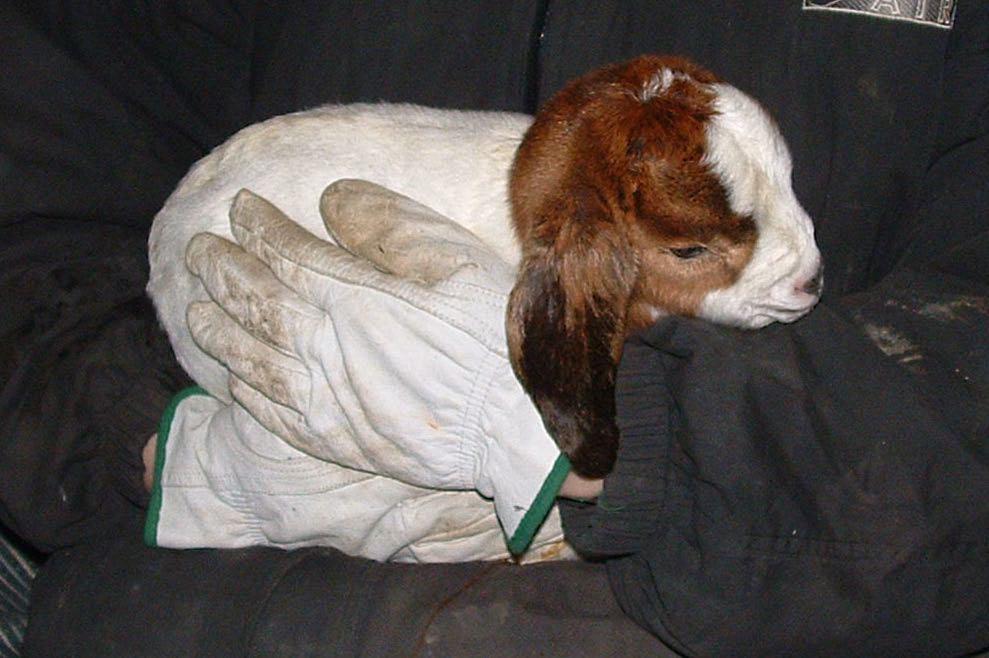
Chevrette Boer.

La chèvre Boer améliorée est apparue au début des années 1900 lorsque des éleveurs d'Afrique du Sud ont commencé à sélectionner pour une chèvre démontrant une bonne conformation bouchère, une croissance et une prolificité élevées, une bonne qualité de carcasse, un pelage court blanc sur le corps et rouge (variant de cannelle à presque noir) sur la tête et le cou. En 1993, la chèvre Boer est apparue au Canada et elle a été importée pour la boucherie. Ses oreilles sont pendantes et son nez est assez arrondi ou busqué. Ses cornes sont rondes et courbées vers l’arrière.

#### Tennessee

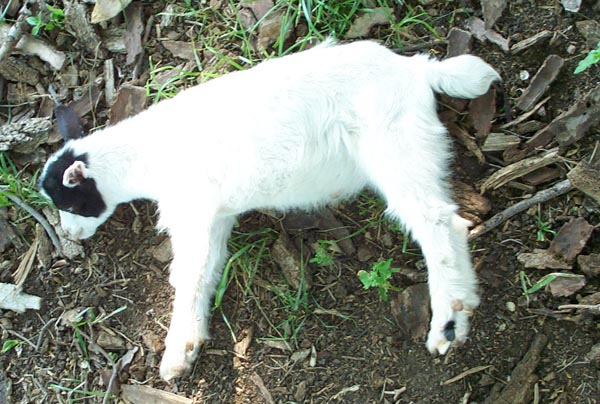
Tennessee en syncope.

Aux États-Unis, on retrouve la chèvre Tennessee ou chèvre myotonique. Cette espèce de chèvre est présente principalement au Tennessee et au Texas. Cette race remonte à la fin des années 1800. Cette variété de chèvres a la particularité de se tétaniser littéralement quand elle est stressée ou surprise : l’animal tombe sans pouvoir bouger pendant environ une vingtaine de secondes. Cette chèvre est affectée par la myotonie (c.-à-d. une contraction involontaire et temporaire des muscles lors d’un stress), ce qui expliquerait la tendreté de la viande et la forte musculature de la carcasse de cette race. L'origine de la chose serait une mutation génétique héréditaire. Cette chèvre est surtout élevée pour son potentiel en boucherie. Il existe trois différents types dont un seul est potentiellement intéressant pour la production de boucherie. Seul un type de grande taille à forte musculature et myotonique peut être qualifié de chèvre Tennessee. Ces lignées produisent une chèvre désaisonnalisée, très résistante aux parasites, très maternelle, à facilité de mise bas, très facile à garder et à manipuler puisqu’elle ne saute pas, probablement le meilleur rendement de carcasse, mais à croissance très lente. Il existe des lignées anciennes avec un potentiel de boucherie très intéressant. À propos de cette chèvre, on dit qu'elle feint la mort, ce qu'on appelle la thanatose (du grec ancien θάνατος / thánatos, « mort »), et consiste à simuler la mort, afin d'échapper à un prédateur. De nombreux animaux ont recours à cette technique, comme l'opossum, la couleuvre à collier, certains poissons, oiseaux, insectes et amphibiens.

#### Chèvre nubienne
La chèvre nubienne est surtout une chèvre laitière, mais peut également être élevée pour sa viande. Elle est présente au Québec.

#### Chèvre Mancha
Même chose que pour la Nubienne, la Mancha est surtout une chèvre laitière, mais peut également être élevée pour sa viande. Elle est présente au Québec.
- Bunte Deutsche Edelziege
- Changthangi
- Chèvre blanche russe
- Chèvre de Damas
- Chèvre de Thuringe
- Chèvre du Don
- Chèvre du Drâa
- Chèvre fermière danoise
- Chèvre galicienne
- Girgentana
- Golden Guernsey
- Kirdimi
- Orenbourg
- Rouge méditerranéenne
- Spanish
- Sundgau
- Weiße Deutsche Edelziege

### Types spécifiques

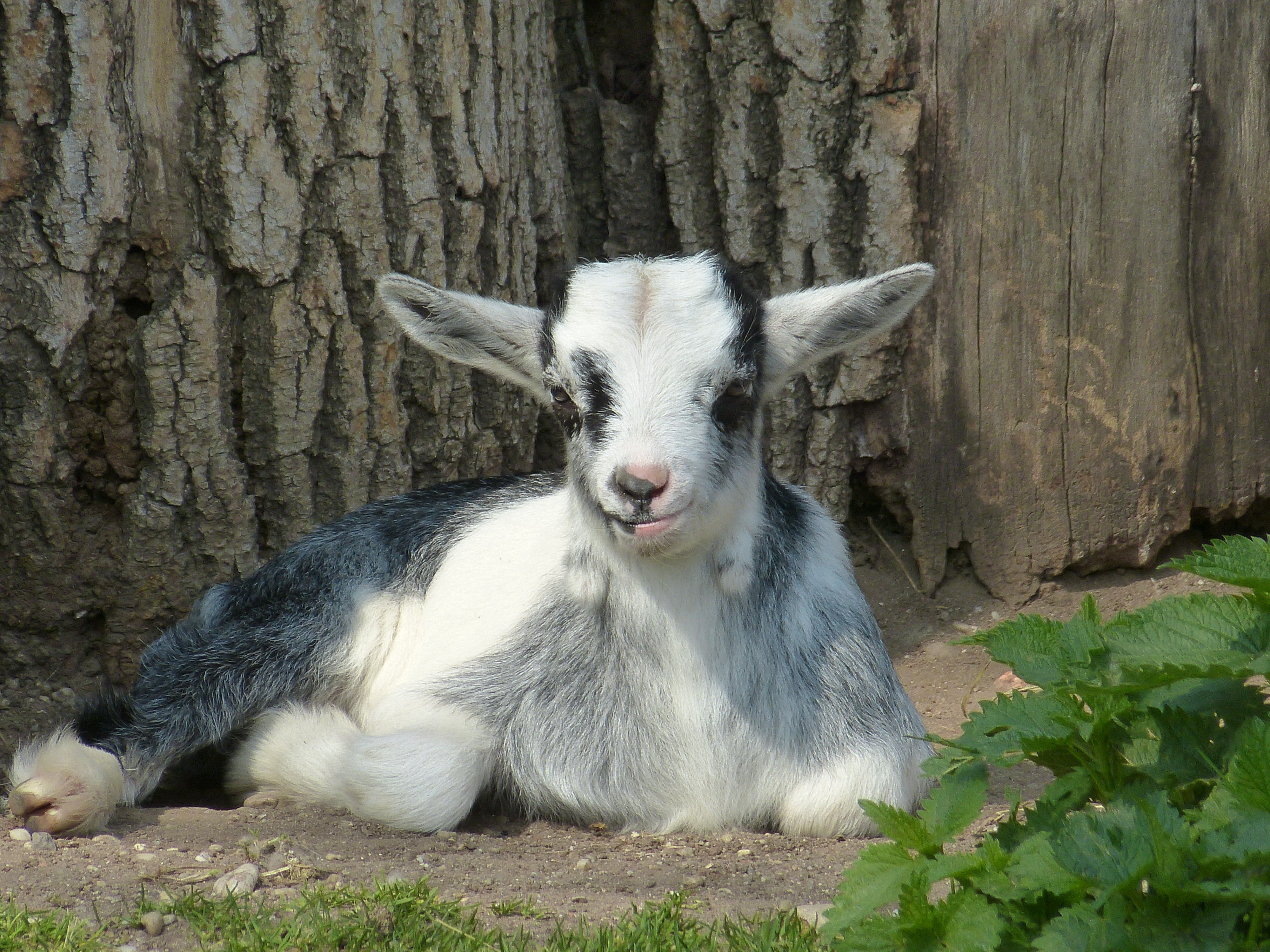
Chèvre naine au repos.

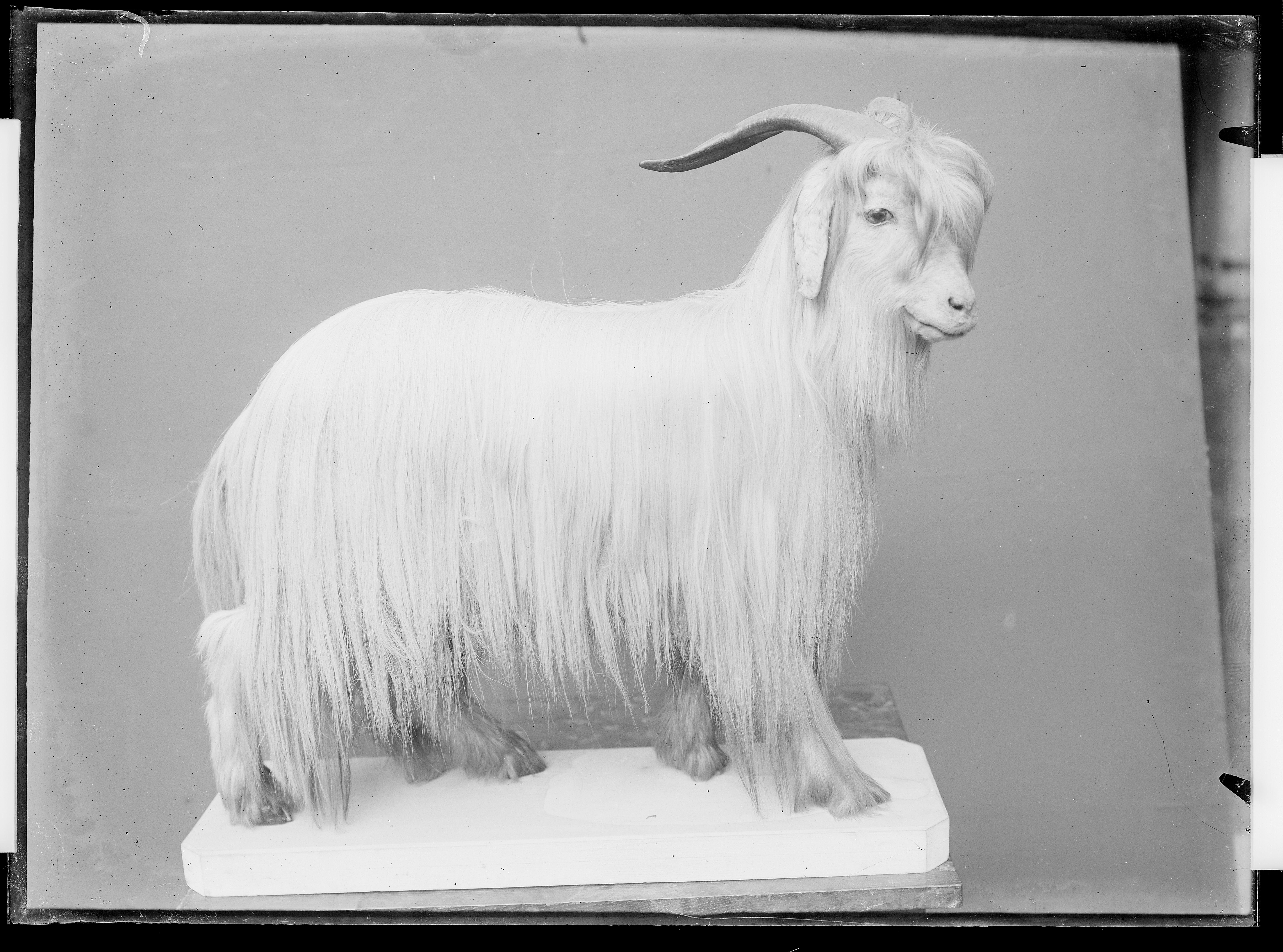
Chèvre domestique d'Angora, photographie (avant 1910) d'Eugène Trutat conservée au Muséum de Toulouse.

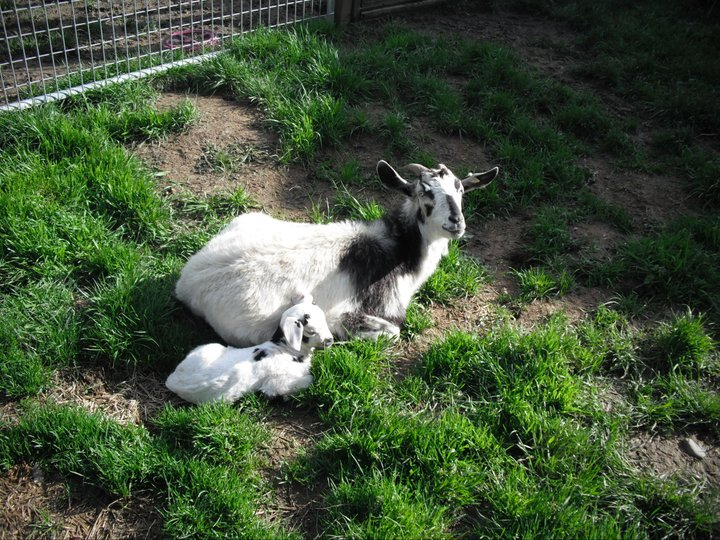
Kiko et son petit.

#### Chèvre naine
Des chèvres d'espèces naines sont également élevées comme animaux de compagnie.

#### Chèvre à mohair
Certaines races sont élevées spécialement pour leur pelage : tel est le cas de la chèvre angora, originaire de Turquie (Angora est l'ancien nom d'Ankara) dont le poil sert à produire le mohair, et de la chèvre cachemire.

#### Chèvre de boucherie
D'autres le sont uniquement pour leur viande, à l'instar de la race Kiko.
Le mot « kiko » a été utilisé traditionnellement en Nouvelle-Zélande par les Maoris pour décrire les animaux de boucherie. La chèvre Kiko a été développée en Nouvelle-Zélande par la sélection des meilleures et des plus fertiles chèvres férales de ce pays au niveau de leur capacité de production de viande améliorée dans des conditions de pâturages naturels où le broutement arbustif est important. Le taux de croissance est probablement la caractéristique qui définit le mieux la race Kiko. Les chevreaux présentent une vigueur impressionnante. Elle est aussi très rustique. La chèvre Kiko peut être maintenue sous des conditions d'élevage extensif dans les milieux ouverts broussailleux. Elle n'est pas que présente en Nouvelle-Zélande, mais elle a aussi été introduite au Canada, dans la province de Québec.
Les boucs matures possèdent des cornes distinctives en spirale et de grande envergure. Les oreilles de la Kiko sont placées assez hautes, de largeur moyenne et longueur modérée, non pendantes et non dressées. Son museau est bien proportionné, ni convexe ni concave. La densité de son pelage peut varier en fonction des conditions climatiques et il y a une variation marquée entre le pelage d’été et d’hiver. La couleur prédominante de sa robe est le blanc, mais toute autre couleur est retrouvée.

#### Chèvre marronne
Chèvre marronne, sauvage ou ensauvagée

#### Chabin et ovycapre
Chabin, hybride bélier-chèvre, aussi nommé mouèvre, musmon ; l'hybride entre bouc et brebis est un ovycapre. Ces spécimens sont stériles.

### Galerie

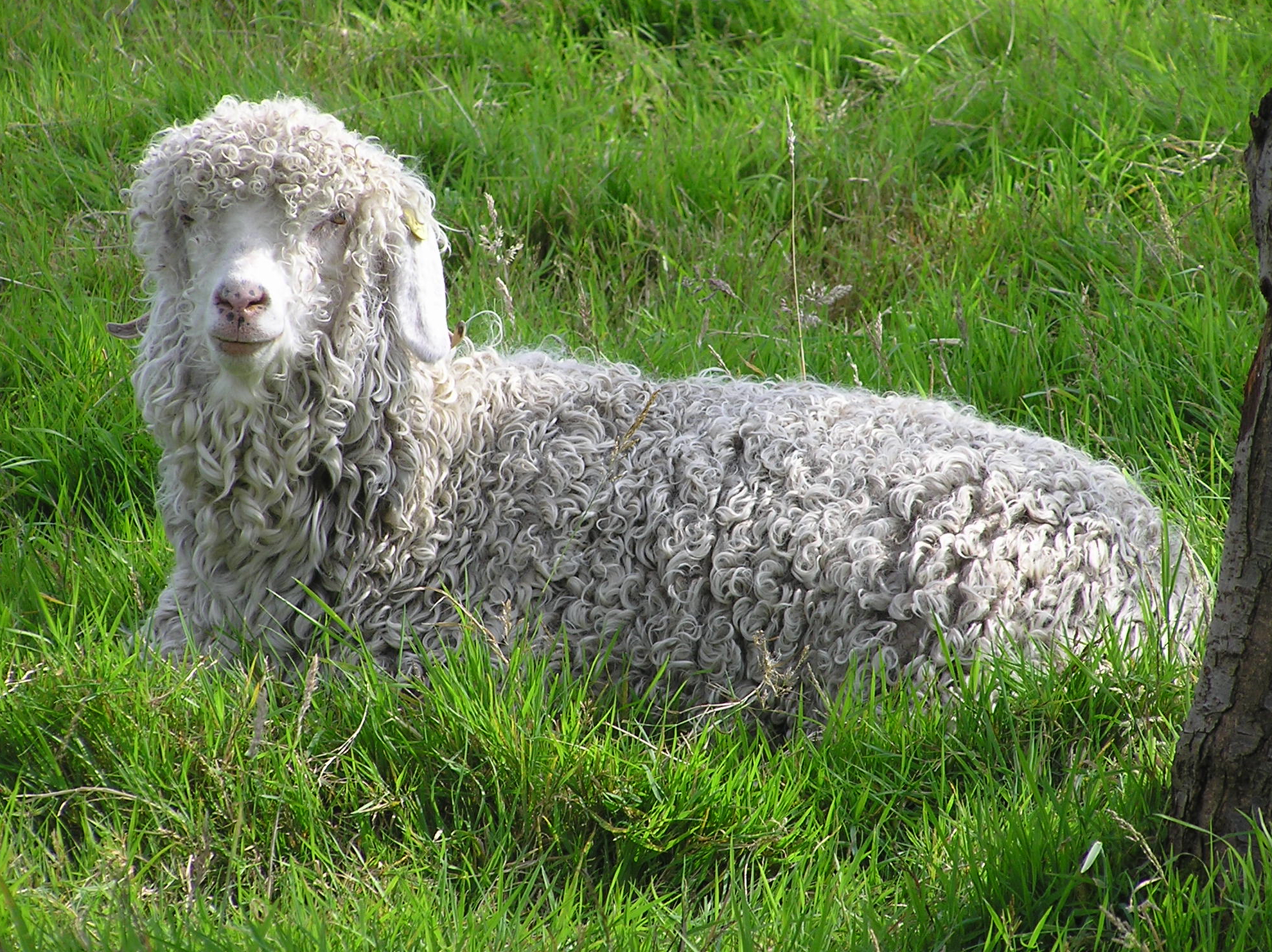
Chèvre angora dans un pré.
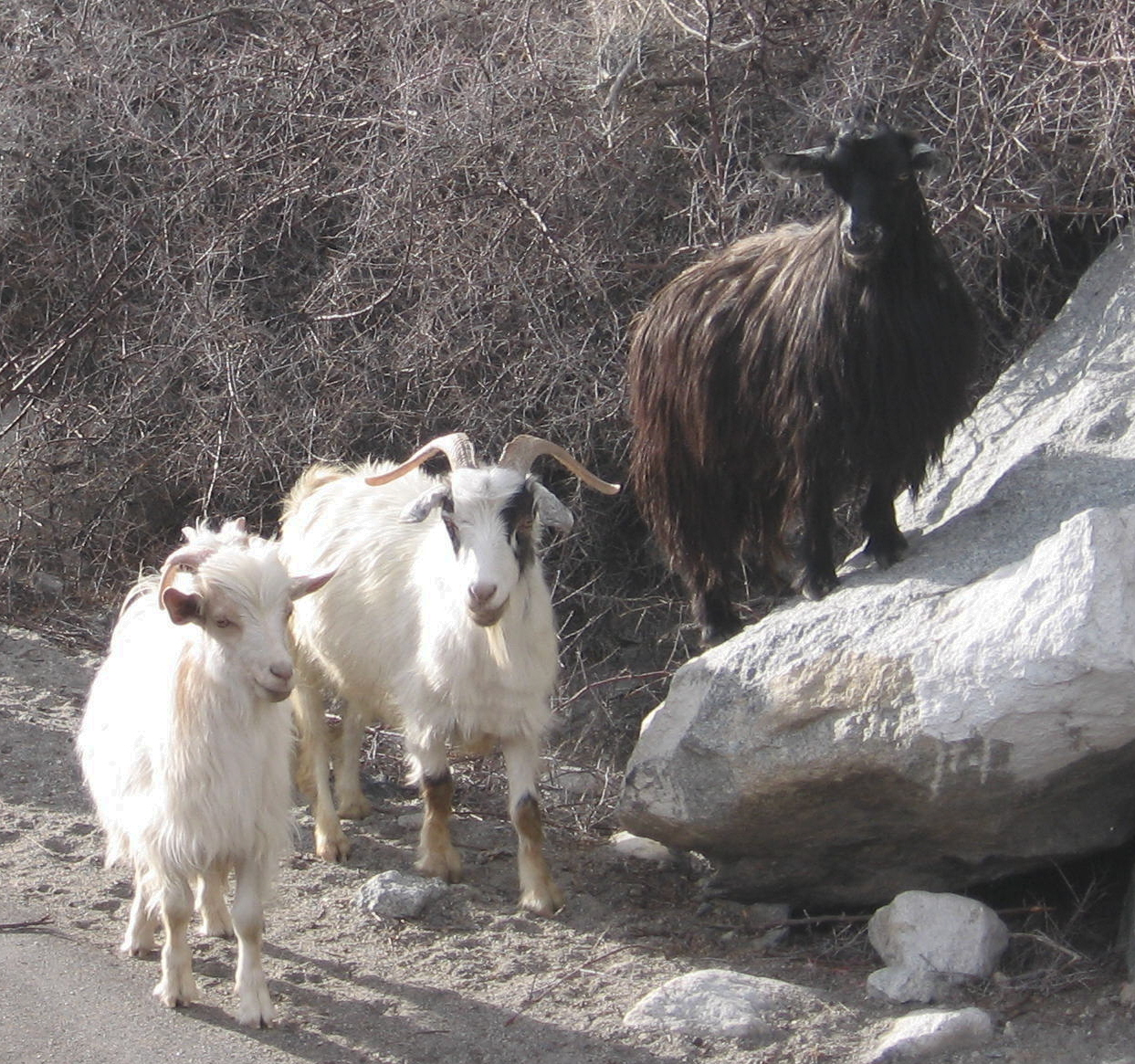
Chèvres cachemire au bord d'un chemin.
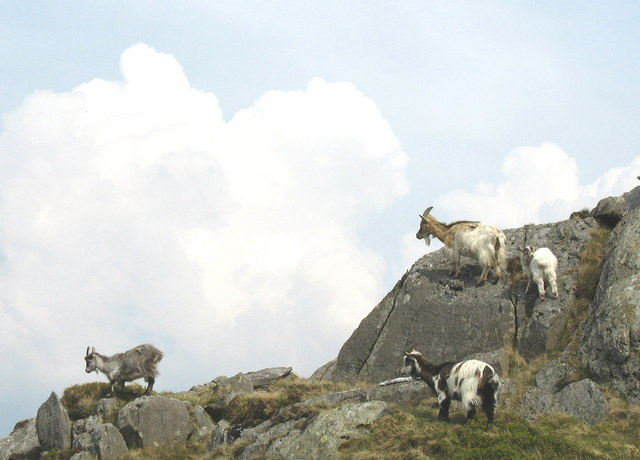
Chèvres marronnes sur des rochers.
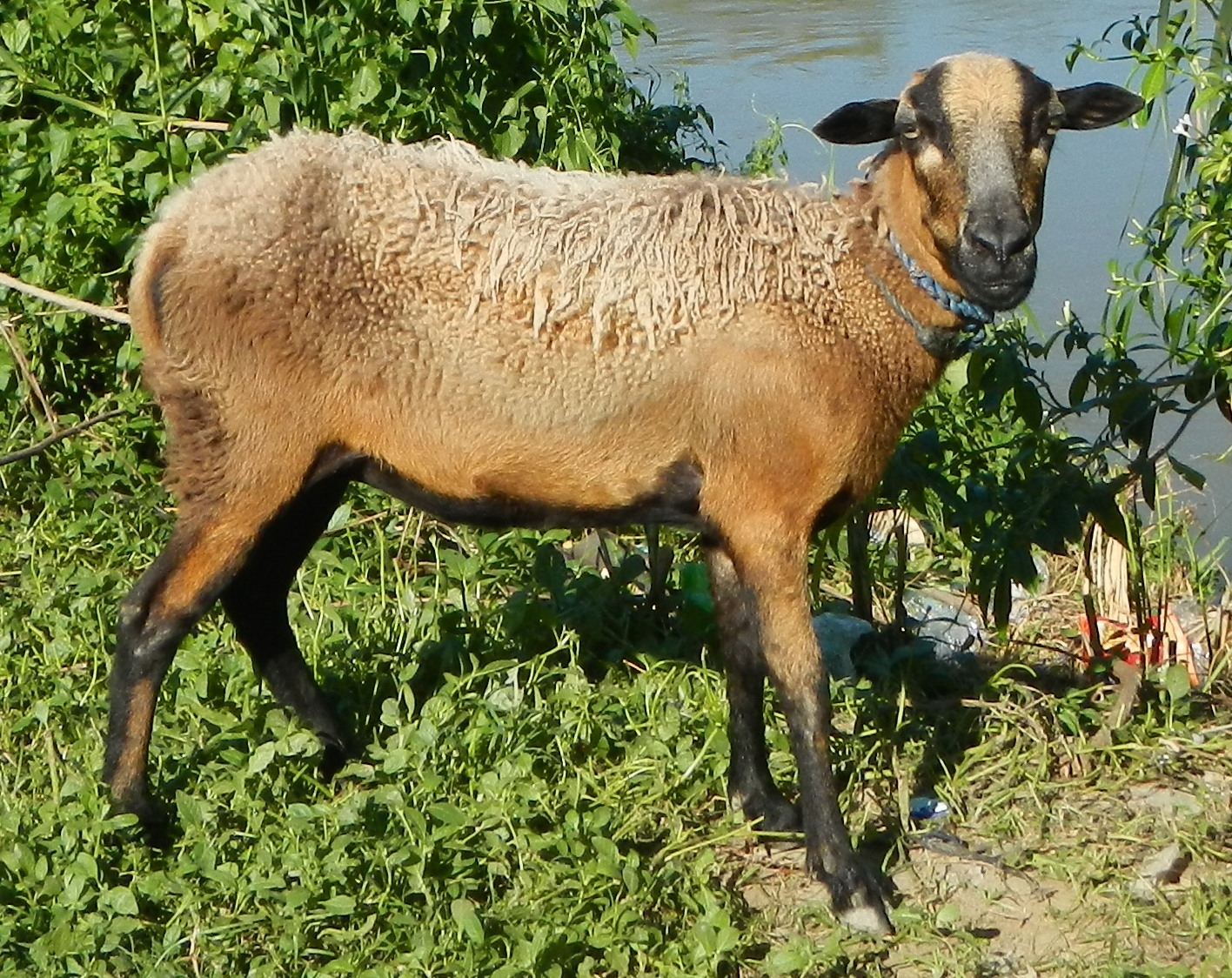
Chabin au bord de l'eau.

## Élevage et production

### Canada
Au Canada, la production caprine est divisée en trois productions, soit la production laitière, la production de viande et la production de mohair.
Au Québec, le nombre de chèvres représente environ 17 % du cheptel canadien. La production laitière est la principale production caprine. Le lait est surtout transformé en fromage, mais aussi en yogourt et en beurre. L'élevage de la chèvre de boucherie est une production en plein essor. La viande de chèvre ne fait pas partie des habitudes alimentaires des Québécois, mais la demande provient principalement des différentes ethnies présentes au Québec. Par ailleurs, la chèvre Boer est la race de boucherie que l'on retrouve le plus dans les cheptels du Québec, mais d'autres races sont aussi utilisées pour la production de chevreau de boucherie, notamment la Nubienne et la Kiko. La viande provenant des mâles de toutes races et des chèvres laitières de réforme peut aussi être utilisée dans la fabrication de produits destinés à la consommation ; cependant le chevreau demeure la viande la plus prisée.
Les trois productions caprines sont regroupées dans un seul plan conjoint. Le plan conjoint est utilisé par plusieurs productions agricoles du Québec, il permet d'améliorer les conditions de mise en marché et la structure d'offre des produits agricoles, tout en améliorant l'approvisionnement des transformateurs et en stabilisant les revenus des producteurs. La mise en marché du lait de chèvre est plutôt bien établie, cependant la mise en marché des productions de viande et de mohair est à développer. En 2017, la mise en marché de la viande caprine du Québec est individuelle, c'est-à-dire que chaque producteur fait sa propre mise en marché. Par exemple, en 2011, plusieurs producteurs de chèvre de boucherie vendaient leurs produits directement à la ferme, dans des restaurants et à des commerçants. D'autres producteurs vendent tout simplement à l'encan et certains vendent des sujets de reproduction.

### France
En France, la chèvre est élevée surtout pour son lait, qui sert à la fabrication de fromages mais les chèvres laitières de réformes ainsi que les chevreaux, issus des inséminations annuelles pour la production de lait, fournissent tout de même de la viande. En 2013, sur un cheptel total de 1,2 million de caprins, 135 000 caprins de réforme et 644 000 chevreaux ont été abattus.
Les races caprines : en France deux races dominent : l'alpine, environ 55 % du cheptel, la saanen, environ un quart. Le troupeau comprend au total 1 254 000 têtes, dont 856 000 chèvres.

### Production par pays
Les principaux pays par l'importance de leur cheptel caprin sont les suivants :[réf. nécessaire]
(nombre de têtes)
- Monde (total) : 837 000 000
- Chine : 199 000 000
- Inde : 125 000 000
- Pakistan : 52 800 000
- Soudan : 40 000 000
- Bangladesh : 34 500 000
- Niger : 27 000 000
- Iran : 26 000 000
- Union européenne : 13 200 000[37]
- Indonésie : 12 450 000
- Tanzanie : 11 700 000
- Kenya : 11 000 000
- Canada : 250 000[38]

## Produits

### Lait
La bonne digestibilité des laits de chèvre pourrait s’expliquer en partie par leur teneur en acides gras courts, par la petite taille des globules gras qui les composent, mais également par leur richesse en triglycérides à chaîne moyenne et courte. La réputation d’innocuité du lait de chèvre en matière d’allergie mérite en revanche d’être fortement relativisée.

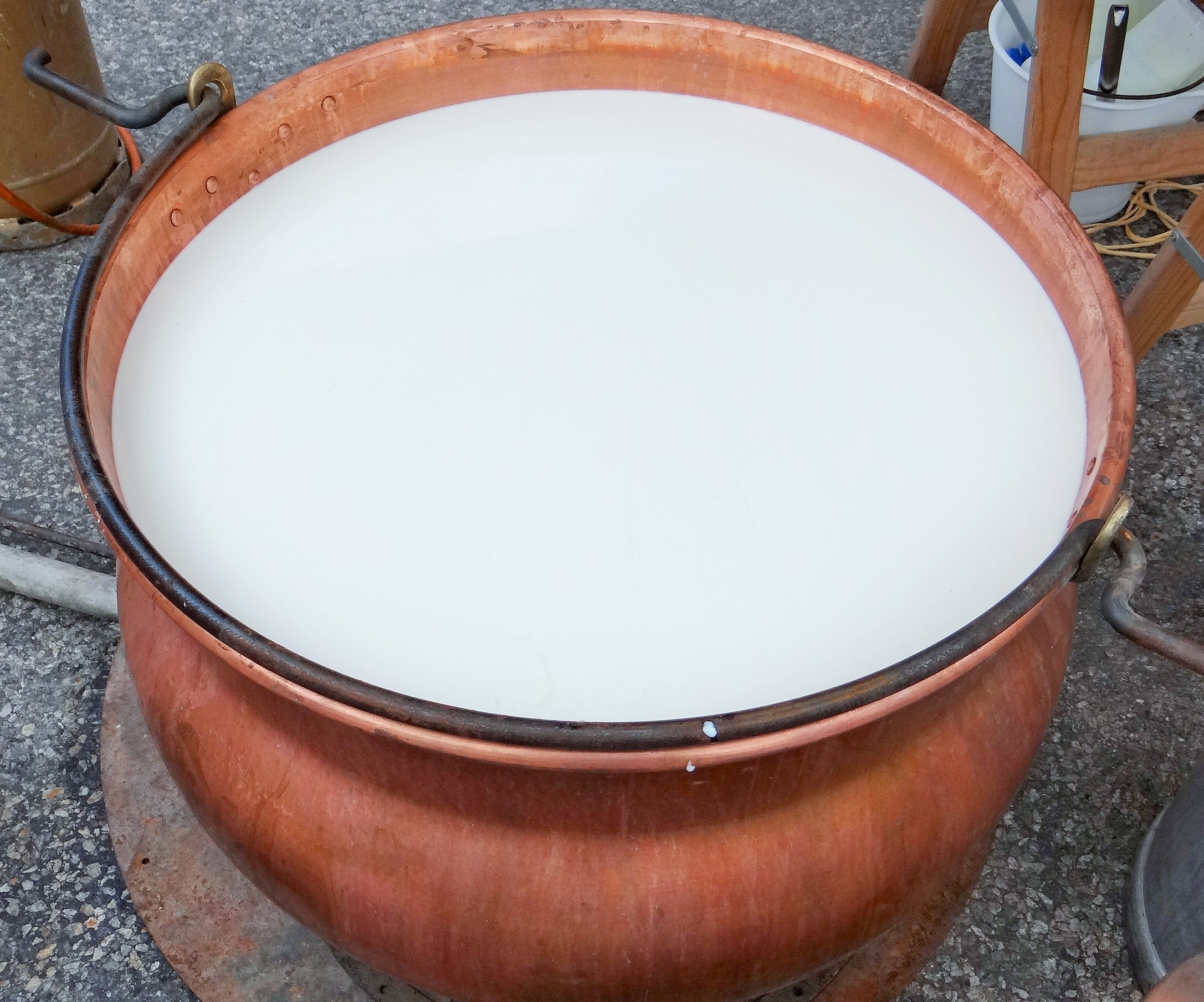
Fabrication de fromage (caillage).

### Fromage
Le lait de chèvre est aussi utilisé pour fabriquer des fromages très populaires comme le cabécou et la féta, bien qu'il puisse aussi être transformé en n'importe quel type de fromage. On appelle souvent le fromage de chèvre simplement « chèvre ».
| Exemples de fromages de chèvre de Provence. |  | Exemples de fromages de chèvre de Provence. |  | Exemples de fromages de chèvre de Provence. |
| Exemples de fromages de chèvre de Provence. |  |                                             |  |                                             |

À noter que quatorze appellations françaises de fromage de chèvre sont protégées par le système AOP : banon (2003), chabichou du Poitou (1990), charolais (2010), chevrotin (2002), crottin de Chavignol (1976), mâconnais (2005), pélardon (2000), picodon (1983), pouligny-saint-pierre (1972), rigotte de Condrieu (2009) rocamadour (1996), sainte-maure-de-touraine (1990), selles-sur-cher (1970), valençay (1998).

### Viande
Les chevreaux mâles sont utilisés au moment des fêtes de Pâques en remplacement de l'agneau.
Il existe également ce que l'on appelle le chevreau lourd. Le syndicat caprin de la Drôme a annoncé en 2018 travailler en la création d'un label rouge.

### Peau
La peau de chèvre est principalement utilisée dans la confection d'instruments à percussion, comme le djembé, le bendir et le sabar, et aussi à cordes, comme la kora. Elle peut aussi servir dans la fabrication de certains vêtements et accessoires.

### Toison
Certaines races de chèvre à toison dense peuvent donner une laine. La toison de la chèvre angora sert à fabriquer le mohair, celle de la chèvre cachemire, le cachemire et le pashmînâ. Leur laine est non seulement un très bon isolant thermique, mais les vêtements fabriqués avec cette matière sont très légers à porter. On peut aussi en faire des couvertures.

## Symbolisme de la chèvre

### Dans le calendrier républicain
- Dans le calendrier républicain français, le 15e jour du mois de ventôse, est officiellement dénommé jour de la Chèvre.

### Dans la mythologie grecque
- Amalthée, la fameuse chèvre de la mythologie grecque qui nourrit Zeus enfant, entre autres avec de l'ambroisie et du nectar contenus dans ses cornes. L'une de ses cornes, brisée par le jeune dieu, fut transformée en Corne d'abondance. Une autre version dit que Zeus, à la mort de la chèvre, fit un bouclier de sa peau (l'Égide), ce qui le rendait invincible, car celle-ci ne pouvait être transpercée.
- Dans la mythologie grecque, le corps de la Chimère est celui d'une chèvre.
- D'après Diodore de Sicile, des chèvres auraient guidé l'attention des hommes de Delphes vers le lieu où des fumées sortaient des entrailles de la terre. Prises de vertige, elles dansaient. Intrigués par ces danses, des hommes auraient compris le sens des vapeurs émanant de la terre: il leur fallait interpréter cette théophanie ; ils instituèrent un oracle.
- Le dieu de la nature Pan est dépeint comme mi-homme mi-bouc. Dans l’Hymne homérique, il porte barbe, cornes et pieds de chèvre, mais dans l'art figuré, il est parfois représenté sous les traits d'un jeune homme à tête de chèvre avec une courte queue de chèvre.

### Dans la mythologie nordique
- Dans la mythologie nordique, on retrouve le mythe de la chèvre nourricière : Heidrun, la chèvre qui donne son lait composé d'hydromel aux guerriers d'Odin. Heidrun (ou heithrun, clair ruisseau ?) est une chèvre vivant au Valhalla et broutant les feuilles d'Yggdrasil, l'arbre-monde.

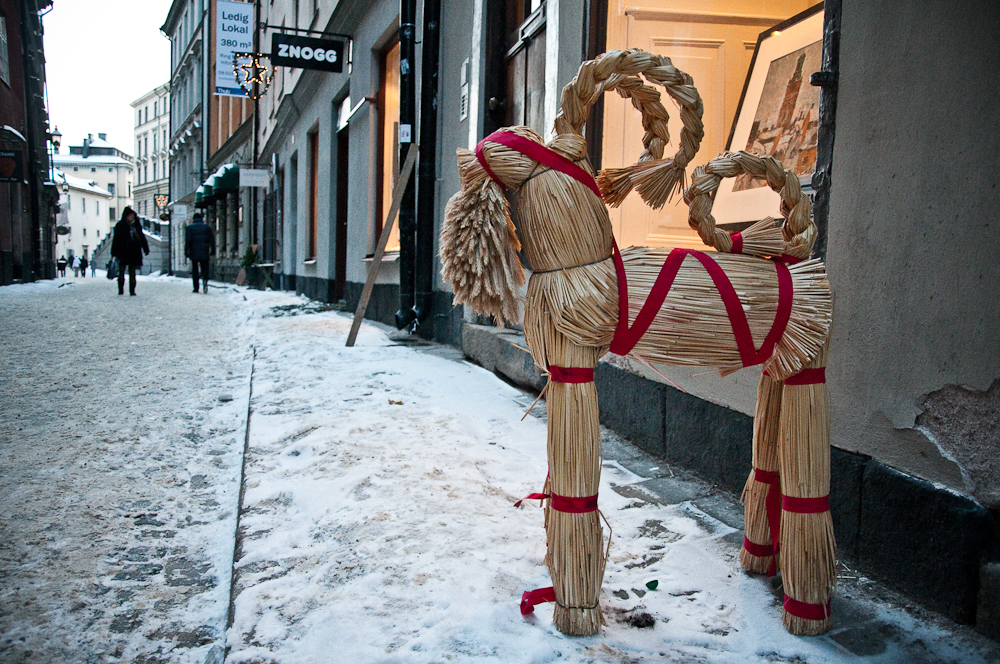
Chêvre de Noël dans une rue de Stockholm, 2010.

- Chêvre de Noël dans une rue de Stockholm, 2010.Chez les Scandinaves, la chèvre incarnait « l'esprit du blé » sous le nom de « Kornbocke ». Le julbock ou chêvre de Noël est une figurine de chêvre en paille utilisée comme décoration de Noël. Ses origines remontent aux deux boucs Tanngrisnir et Tanngnjóstr qui tirent le chariot de Thor[40].

### Dans la mythologie indienne
- En Inde, le mot qui la désigne signifie aussi « non-né » ; la chèvre est le symbole de la substance primordiale non manifestée. C'est la mère du monde Prakriti. Les trois couleurs qui lui sont attribuées, le rouge, le blanc et le noir correspondent aux trois guna ou qualités primordiales, respectivement Sattva, Rajas et Tamas (dana).

### Dans les mythologies chinoise et tibétaine
- En Chine, la chèvre est associée à l'activité céleste au bénéfice de la terre et même plus précisément de l'agriculture et de l'élevage. Dans la religion primitive tibétaine, la divinité en question avait les traits d'un caprin à poils longs. Par ailleurs, certaines peuplades de la Chine mettent la chèvre en rapport avec le dieu de la foudre : la tête de la chèvre sacrifiée lui sert d'enclume. Toujours au Tibet, des chèvres blanches auraient contribué à l'édification du palais du Potala à Lhassa (résidence du dalai-lama jusqu'en 1959), transportant les pierres, négociant sans relâche toutes les sinuosités des chemins escarpés de l'Himalaya.

### Dans la Bible
Dans l'Ancien Testament, on voit que la chèvre est souvent offerte en sacrifice lors des rituels juifs. Dans le Cantique des Cantiques, les cheveux de l'amoureuse sont comparés à un troupeau de chèvres suspendues aux flancs de Galaad (Ct 4.1).

## La chèvre dans l'art et la littérature

### Dans la littérature occidentale
- Djali, la compagne d'Esmeralda, héroïne du roman Notre-Dame de Paris de Victor Hugo....
- Blanquette, la Chèvre de monsieur Seguin, l'émouvante et inoubliable héroïne des célèbres Lettres de mon moulin, d'Alphonse Daudet.
- Biquette, monture de Pirlouit, dont les coups de cornes sont souvent une arme redoutable dans les combats dans les Johan et Pirlouit, de Peyo.
- Dans l'une des aventures de Tintin, L'Île Noire, une chèvre (qui ne porte pas de nom) délivre Tintin de deux bandits qui ont l'intention de le tuer en l'obligeant à sauter du haut d'une falaise. Cette chèvre est délivrée par Milou du pieu auquel elle est attachée. En poursuivant Milou qui se dirige sur les deux hommes, la chèvre les déstabilise et sauve Tintin de la mort.

### Dans la sculpture
Du côté de la sculpture, Jean Cocteau a sculpté plus d'une fois des têtes de chèvres. En 1958, il a sculpté une tête de chèvre orange. Il a aussi sculpté une tête de chèvre verte en bronze. Gé Pellini (Gérard Pellini) a aussi sculpté souvent des chèvres. En 1950, Picasso a aussi constitué une sculpture de chèvre très originale pour sa propre chèvre, Esmeralda. Le ventre est constitué d’un panier, ses deux pis sont des pots à lait en céramique, les cornes ont été taillées dans des ceps de vigne, le tout assemblé avec du plâtre. Elle est aussi faite d’une boîte de conserve et pour son dos, une feuille de palmier. En 1973, le Français Jean Marais a sculpté une tête de cabri orange, qui est exposée au musée Jean Marais à Vallauris. En 1963, le sculpteur animalier Joseph Constant a réalisé un groupe de chèvres en bronze, installée sur une place à La Courneuve.

### Dans la peinture

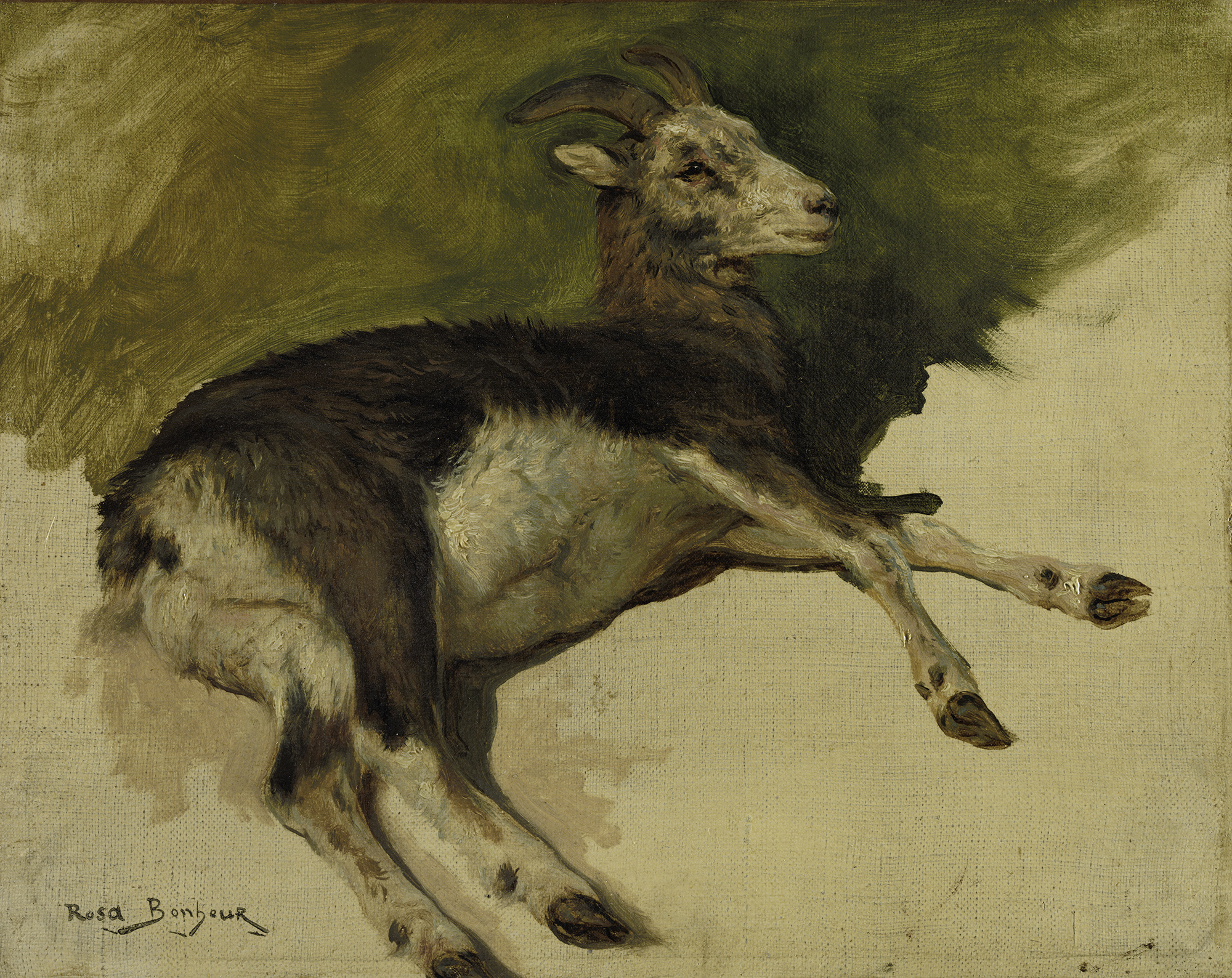
Une chèvre
Rosa Bonheur (1822-1899), musée Isabella-Stewart-Gardner, Boston.

- Au XVIIe siècle, le Flamand Jacob Jordaens a fait une peinture qui représente Zeus enfant nourri par la chèvre Almathée. Elle est exposée au Musée du Louvre à Paris.
- Vers 1640, David Teniers le Jeune a peint un jeune berger accompagné de chèvres, intitulé Grange avec des chèvre.
- Au XIXe siècle, Camille Roqueplan a peint une toile intitulée La jeune fille à la chèvre, qui est conservée au Musée Lambinet à Versailles.
- En 1890, l'Allemand Max Liebermann a peint une toile intitulée Femme avec des chèvres dans les dunes.
- Pablo Picasso a peint plus d'une fois des chèvres, un animal qu'il aimait beaucoup. L'une de ses plus belles peintures caprines, parmi les mieux connues, est sans doute une peinture à l'huile qu'il a peint en 1906, intitulé Jeune fille avec une chèvre, et qui a été reproduite de nombreuses fois. Il s'agit d'une jeune femme nue jouant dans ses cheveux et un garçonnet nu portant un vase sur sa tête accompagnés d'une chèvre lors de leur marche. Pour lui, les chèvres semblaient représenter la joie de vivre.

### Au cinéma
- 2014 : Les Chèvres de ma mère
- 2009 Les Chèvres du Pentagone film de Grant Heslov

### Dans la musique
Biquette, la chèvre Grindcore a été une figure médiatisé de la scène métal française.